# ATP World Tour 2017
ATP World Tour 2017 představovala 48. ročník nejvyšší úrovně mužského profesionálního tenisu, hraný v roce 2017. Sezóna okruhu trvajícího od 2. ledna do 26. listopadu 2017 zahrnovala 68 turnajů, až na výjimky, organizovaných Asociací profesionálních tenistů (ATP).
Tenisový okruh obsahoval čtyři turnaje Grand Slamu – pořádané Mezinárodní tenisovou federací (ITF), devět události kategorie ATP World Tour Masters 1000, třináct ATP World Tour 500, čtyřicet ATP World Tour 250, rovněž tak i závěrečné akce Turnaj mistrů a nově založenou událost Next Generation ATP Finals pro nejlépe postavené tenisty do 21 let.
Součástí kalendáře se staly také týmové soutěže organizované ITF – Davisův pohár a Hopmanův pohár, z nichž hráči nezískali do žebříčku žádné body. Francie ovládla obě soutěže.
Jako světová jednička ve dvouhře do sezóny vstoupil Skot Andy Murray a počtvrté v kariéře na čele zakončil Španěl Rafael Nadal před druhým Federerem. Na úvod roku klasifikaci čtyřhry vévodil francouzský tenista Nicolas Mahut, aby místo na konci sezóny přenechal Brazilci Marcelu Melovi, který tak podruhé završil rok jako deblová světová jednička.
Novými událostmi sezóny se v kategorii ATP 250 staly maďarský Hungarian Open, francouzský Open Parc Auvergne-Rhône-Alpes Lyon, britský AEGON International, turecký Antalya Open a založen s vlastní kategorií pak byl Next Generation ATP Finals pro nejlepší tenisty žebříčku do 21 let, kopírující formát Turnaje mistrů, ale bez bodového ohodnocení. Kalendář naopak opustily BRD Năstase Țiriac Trophy, Open de Nice Côte d’Azur a travnatý AEGON Nottingham Open.
Ženskou obdobu mužského okruhu představovala WTA Tour 2017.

## Chronologický přehled turnajů
Chronologický přehled turnajů uvádí kalendář událostí okruhu ATP World Tour 2017 včetně dějiště, počtu hráčů, povrchu, kategorie a celkové dotace.
Legenda
Tabulky měsíců uvádí vítěze a finalisty dvouhry i čtyřhry a dále pak semifinalisty a čtvrtfinalisty dvouhry. Zápis –S/–Q/–D/–X uvádí počet hráčů dvouhry/hráčů kvalifikace dvouhry/párů čtyřhry/párů mixu. (ZS) – základní skupina.
| Grand Slam                  |
| ATP World Tour Finals       |
| Next Generation ATP Finals  |
| ATP World Tour Masters 1000 |
| ATP World Tour 500          |
| ATP World Tour 250          |
| Týmové soutěže              |

### Leden
| Týden od            | Turnaj | Vítězové | Finalisté                                                                   | Semifinalisté                                                                  | Čtvrtfinalisté                                                                 |
| ------------------- | --- | --- | --------------------------------------------------------------------------- | ------------------------------------------------------------------------------ | ------------------------------------------------------------------------------ |
| 2. ledna            | Hopman Cup Perth, Austrálie Týmová soutěž 1 000 000 A$ – tvrdý (h) – 8 týmů (ZS) | Francie 2–1 | Spojené státy                                                               | Skupina A Švýcarsko Německo Velká Británie Skupina B Španělsko Česko Austrálie | Skupina A Švýcarsko Německo Velká Británie Skupina B Španělsko Česko Austrálie |
| 2. ledna            | Qatar ExxonMobil Open Dauhá, Katar ATP World Tour 250 1 334 270 $ – tvrdý – 32S/32Q/16D dvouhra • čtyřhra | Novak Djoković 6–3, 5–7, 6–4                                                                                           | Andy Murray                                                                 | Tomáš Berdych Fernando Verdasco                                                | Nicolás Almagro Jo-Wilfried Tsonga Ivo Karlović Radek Štěpánek                 |
| 2. ledna            | Qatar ExxonMobil Open Dauhá, Katar ATP World Tour 250 1 334 270 $ – tvrdý – 32S/32Q/16D dvouhra • čtyřhra | Jérémy Chardy Fabrice Martin 6–4, 7–6(7–3)                                                                             | Vasek Pospisil Radek Štěpánek                                               | Tomáš Berdych Fernando Verdasco                                                | Nicolás Almagro Jo-Wilfried Tsonga Ivo Karlović Radek Štěpánek                 |
| 2. ledna            | Aircel Chennai Open Čennaí, Indie ATP World Tour 250 505 730 $ – tvrdý – 28S/32Q/16D dvouhra • čtyřhra | Roberto Bautista Agut 6–3, 6–4                                                                                         | Daniil Medveděv                                                             | Dudi Sela Benoît Paire                                                         | Jozef Kovalík Albert Ramos-Viñolas Aljaž Bedene Michail Južnyj                 |
| 2. ledna            | Aircel Chennai Open Čennaí, Indie ATP World Tour 250 505 730 $ – tvrdý – 28S/32Q/16D dvouhra • čtyřhra | Rohan Bopanna Džívan Nedunčežijan 6–3, 6–4                                                                             | Purav Radža Diviž Šaran                                                     | Dudi Sela Benoît Paire                                                         | Jozef Kovalík Albert Ramos-Viñolas Aljaž Bedene Michail Južnyj                 |
| 2. ledna            | Brisbane International presented by Suncorp Brisbane, Australia ATP World Tour 250 495 630 $ – tvrdý – 28S/32Q/16D dvouhra • čtyřhra | Grigor Dimitrov 6–2, 2–6, 6–3                                                                                          | Kei Nišikori                                                                | Milos Raonic Stan Wawrinka                                                     | Rafael Nadal Dominic Thiem Jordan Thompson Kyle Edmund                         |
| 2. ledna            | Brisbane International presented by Suncorp Brisbane, Australia ATP World Tour 250 495 630 $ – tvrdý – 28S/32Q/16D dvouhra • čtyřhra | Thanasi Kokkinakis Jordan Thompson 7–6(9–7), 6–4                                                                       | Gilles Müller Sam Querrey                                                   | Milos Raonic Stan Wawrinka                                                     | Rafael Nadal Dominic Thiem Jordan Thompson Kyle Edmund                         |
| 9. ledna            | ASB Classic Auckland, Nový Zéland ATP World Tour 250 508 360 $ – tvrdý – 28S/32Q/16D dvouhra • čtyřhra | Jack Sock 6–3, 5–7, 6–3                                                                                                | João Sousa                                                                  | Marcos Baghdatis Steve Johnson                                                 | Jiří Veselý Robin Haase Jérémy Chardy John Isner                               |
| 9. ledna            | ASB Classic Auckland, Nový Zéland ATP World Tour 250 508 360 $ – tvrdý – 28S/32Q/16D dvouhra • čtyřhra | Marcin Matkowski Ajsám Kúreší 1–6, 6–2, [10–3]                                                                         | Jonatan Erlich Scott Lipsky                                                 | Marcos Baghdatis Steve Johnson                                                 | Jiří Veselý Robin Haase Jérémy Chardy John Isner                               |
| 9. ledna            | Apia International Sydney Sydney, Austrálie ATP World Tour 250 495 630 $ – tvrdý – 28S/32Q/16D dvouhra • čtyřhra | Gilles Müller 7–6(7–5), 6–2                                                                                            | Daniel Evans                                                                | Andrej Kuzněcov Viktor Troicki                                                 | Dominic Thiem Pablo Carreño Busta Philipp Kohlschreiber Pablo Cuevas           |
| 9. ledna            | Apia International Sydney Sydney, Austrálie ATP World Tour 250 495 630 $ – tvrdý – 28S/32Q/16D dvouhra • čtyřhra | Wesley Koolhof Matwé Middelkoop 6–3, 7–5                                                                               | Jamie Murray Bruno Soares                                                   | Andrej Kuzněcov Viktor Troicki                                                 | Dominic Thiem Pablo Carreño Busta Philipp Kohlschreiber Pablo Cuevas           |
| 16. ledna 23. ledna | Australian Open Melbourne, Austrálie Grand Slam 2 2624 000 A$ – tvrdý – 128S/128Q/64D/32X dvouhra • čtyřhra • mix | Roger Federer 6–4, 3–6, 6–1, 3–6, 6–3                                                                                  | Rafael Nadal                                                                | Stan Wawrinka Grigor Dimitrov                                                  | Mischa Zverev Jo-Wilfried Tsonga Milos Raonic David Goffin                     |
| 16. ledna 23. ledna | Australian Open Melbourne, Austrálie Grand Slam 2 2624 000 A$ – tvrdý – 128S/128Q/64D/32X dvouhra • čtyřhra • mix | Henri Kontinen John Peers 7–5, 7–5                                                                                     | Bob Bryan Mike Bryan                                                        | Stan Wawrinka Grigor Dimitrov                                                  | Mischa Zverev Jo-Wilfried Tsonga Milos Raonic David Goffin                     |
| 16. ledna 23. ledna | Australian Open Melbourne, Austrálie Grand Slam 2 2624 000 A$ – tvrdý – 128S/128Q/64D/32X dvouhra • čtyřhra • mix | Abigail Spearsová Juan Sebastián Cabal 6–2, 6–4                                                                        | Sania Mirzaová Ivan Dodig                                                   | Stan Wawrinka Grigor Dimitrov                                                  | Mischa Zverev Jo-Wilfried Tsonga Milos Raonic David Goffin                     |
| 30. ledna           | Davis Cup, 1. kolo Buenos Aires, Argentina – antuka Frankfurt, Německo – tvrdý (h) Melbourne, Austrálie – tvrdý Birmingham, Spojené státy – tvrdý (h) Tokio, Japonsko – tvrdý (h) Ottawa, Kanada – tvrdý (h) Niš, Srbsko – tvrdý (h) Osijek, Chorvatsko – tvrdý (h) | Vítězové Itálie 3–2 Belgie 4–1 Austrálie 4–1 Spojené státy 5–0 Francie 4–1 Velká Británie 3–2 Srbsko 4–0 Španělsko 3–2 | Poražení Argentina Německo Česko Švýcarsko Japonsko Kanada Rusko Chorvatsko |                                                                                |                                                                                |

### Únor
| Týden od  | Turnaj | Vítězové                                              | Finalisté                         | Semifinalisté                             | Čtvrtfinalisté                                                       |
| --------- | --- | ----------------------------------------------------- | --------------------------------- | ----------------------------------------- | -------------------------------------------------------------------- |
| 6. února  | Open Sud de France Montpellier, Francie ATP World Tour 250 540 310 € – tvrdý (h) – 28S/32Q/16D dvouhra • čtyřhra                  | Alexander Zverev 7–6(7–4), 6–3                        | Richard Gasquet                   | Benoît Paire Jo-Wilfried Tsonga           | Dustin Brown Kenny de Schepper Jérémy Chardy Daniil Medveděv         |
| 6. února  | Open Sud de France Montpellier, Francie ATP World Tour 250 540 310 € – tvrdý (h) – 28S/32Q/16D dvouhra • čtyřhra                  | Alexander Zverev Mischa Zverev 6–4, 6–7(3–7), [10–7]  | Fabrice Martin Daniel Nestor      | Benoît Paire Jo-Wilfried Tsonga           | Dustin Brown Kenny de Schepper Jérémy Chardy Daniil Medveděv         |
| 6. února  | Garanti Koza Sofia Open Sofie, Bulharsko ATP World Tour 250 540 310 € – tvrdý (h) – 28S/32Q/16D dvouhra • čtyřhra                 | Grigor Dimitrov 7–5, 6–4                              | David Goffin                      | Nikoloz Basilašvili Roberto Bautista Agut | Martin Kližan Viktor Troicki Gilles Müller Steve Darcis              |
| 6. února  | Garanti Koza Sofia Open Sofie, Bulharsko ATP World Tour 250 540 310 € – tvrdý (h) – 28S/32Q/16D dvouhra • čtyřhra                 | Viktor Troicki Nenad Zimonjić 6–4, 6–4                | Michail Jelgin Andrej Kuzněcov    | Nikoloz Basilašvili Roberto Bautista Agut | Martin Kližan Viktor Troicki Gilles Müller Steve Darcis              |
| 6. února  | Ecuador Open Quito Quito, Ekvádor ATP World Tour 250 540 310 $ – antuka – 28S/32Q/16D dvouhra • čtyřhra                           | Víctor Estrella Burgos 6–7(2–7), 7–5, 7–6(8–6)        | Paolo Lorenzi                     | Thomaz Bellucci Albert Ramos-Viñolas      | Federico Gaio Renzo Olivo Rajeev Ram Roberto Carballés Baena         |
| 6. února  | Ecuador Open Quito Quito, Ekvádor ATP World Tour 250 540 310 $ – antuka – 28S/32Q/16D dvouhra • čtyřhra                           | James Cerretani Philipp Oswald 6–3, 2–1skreč          | Julio Peralta Horacio Zeballos    | Thomaz Bellucci Albert Ramos-Viñolas      | Federico Gaio Renzo Olivo Rajeev Ram Roberto Carballés Baena         |
| 13. února | ABN AMRO World Tennis Tournament Rotterdam, Nizozemsko ATP World Tour 500 1 854 365 € – tvrdý (h) – 32S/15Q/16D dvouhra • čtyřhra | Jo-Wilfried Tsonga 4–6, 6–4, 6–1                      | David Goffin                      | Tomáš Berdych Pierre-Hugues Herbert       | Marin Čilić Martin Kližan Grigor Dimitrov Dominic Thiem              |
| 13. února | ABN AMRO World Tennis Tournament Rotterdam, Nizozemsko ATP World Tour 500 1 854 365 € – tvrdý (h) – 32S/15Q/16D dvouhra • čtyřhra | Ivan Dodig Marcel Granollers 7–6(7–5), 6–3            | Wesley Koolhof Matwé Middelkoop   | Tomáš Berdych Pierre-Hugues Herbert       | Marin Čilić Martin Kližan Grigor Dimitrov Dominic Thiem              |
| 13. února | Memphis Open Memphis, Spojené státy ATP World Tour 250 720 410 $ – tvrdý (h) – 28S/32Q/16D dvouhra • čtyřhra                      | Ryan Harrison 6–1, 6–4                                | Nikoloz Basilašvili               | Michail Kukuškin Donald Young             | Matthew Ebden Steve Johnson Damir Džumhur John Isner                 |
| 13. února | Memphis Open Memphis, Spojené státy ATP World Tour 250 720 410 $ – tvrdý (h) – 28S/32Q/16D dvouhra • čtyřhra                      | Brian Baker Nikola Mektić 6–3, 6–4                    | Ryan Harrison Steve Johnson       | Michail Kukuškin Donald Young             | Matthew Ebden Steve Johnson Damir Džumhur John Isner                 |
| 13. února | Argentina Open Buenos Aires, Argentina ATP World Tour 250 624 340 $ – antuka – 28S/16Q/16D dvouhra • čtyřhra                      | Alexandr Dolgopolov 7–6(7–4), 6–4                     | Kei Nišikori                      | Carlos Berlocq Pablo Carreño Busta        | João Sousa Thiago Monteiro Albert Ramos-Viñolas Gerald Melzer        |
| 13. února | Argentina Open Buenos Aires, Argentina ATP World Tour 250 624 340 $ – antuka – 28S/16Q/16D dvouhra • čtyřhra                      | Juan Sebastián Cabal Robert Farah 6–1, 6–4            | Santiago González David Marrero   | Carlos Berlocq Pablo Carreño Busta        | João Sousa Thiago Monteiro Albert Ramos-Viñolas Gerald Melzer        |
| 20. února | Rio Open presented by Claro Rio de Janeiro, Brazílie ATP World Tour 500 1 603 940 $ – antuka – 32S/16Q/16D dvouhra • čtyřhra      | Dominic Thiem 7–5, 6–4                                | Pablo Carreño Busta               | Casper Ruud Albert Ramos-Viñolas          | Thiago Monteiro Alexandr Dolgopolov Nicolás Kicker Diego Schwartzman |
| 20. února | Rio Open presented by Claro Rio de Janeiro, Brazílie ATP World Tour 500 1 603 940 $ – antuka – 32S/16Q/16D dvouhra • čtyřhra      | Pablo Carreño Busta Pablo Cuevas 6–4, 5–7, [10–8]     | Juan Sebastián Cabal Robert Farah | Casper Ruud Albert Ramos-Viñolas          | Thiago Monteiro Alexandr Dolgopolov Nicolás Kicker Diego Schwartzman |
| 20. února | Open 13 Provence Marseille, Francie ATP World Tour 250 691 850 € – tvrdý (h) – 28S/16Q/16D dvouhra • čtyřhra                      | Jo-Wilfried Tsonga 6–4, 6–4                           | Lucas Pouille                     | Richard Gasquet Nick Kyrgios              | Gaël Monfils Daniil Medveděv Norbert Gombos Gilles Simon             |
| 20. února | Open 13 Provence Marseille, Francie ATP World Tour 250 691 850 € – tvrdý (h) – 28S/16Q/16D dvouhra • čtyřhra                      | Julien Benneteau Nicolas Mahut 6–4, 6–7(9–11), [10–5] | Robin Haase Dominic Inglot        | Richard Gasquet Nick Kyrgios              | Gaël Monfils Daniil Medveděv Norbert Gombos Gilles Simon             |
| 20. února | Delray Beach Open Delray Beach, Spojené státy ATP World Tour 250 599 345 $ – tvrdý – 32S/16Q/16D dvouhra • čtyřhra                | Jack Sock bez boje                                    | Milos Raonic                      | Juan Martín del Potro Donald Young        | Kyle Edmund Sam Querrey Steve Johnson Steve Darcis                   |
| 20. února | Delray Beach Open Delray Beach, Spojené státy ATP World Tour 250 599 345 $ – tvrdý – 32S/16Q/16D dvouhra • čtyřhra                | Raven Klaasen Rajeev Ram 7–5, 7–5                     | Treat Conrad Huey Max Mirnyj      | Juan Martín del Potro Donald Young        | Kyle Edmund Sam Querrey Steve Johnson Steve Darcis                   |
| 27. února | Dubai Duty Free Tennis Championships Dubaj, SAE ATP World Tour 500 2 858 530 $ – tvrdý – 32S/16Q/16D dvouhra • čtyřhra            | Andy Murray 6–3, 6–2                                  | Fernando Verdasco                 | Lucas Pouille Robin Haase                 | Philipp Kohlschreiber Jevgenij Donskoj Gaël Monfils Damir Džumhur    |
| 27. února | Dubai Duty Free Tennis Championships Dubaj, SAE ATP World Tour 500 2 858 530 $ – tvrdý – 32S/16Q/16D dvouhra • čtyřhra            | Jean-Julien Rojer Horia Tecău 4–6, 6–3, [10–3]        | Rohan Bopanna Marcin Matkowski    | Lucas Pouille Robin Haase                 | Philipp Kohlschreiber Jevgenij Donskoj Gaël Monfils Damir Džumhur    |
| 27. února | Abierto Mexicano Telcel Acapulco, Mexiko ATP World Tour 500 1 633 690 $ – tvrdý – 32S/16Q/16D dvouhra • čtyřhra                   | Sam Querrey 6–3, 7–6(7–3)                             | Rafael Nadal                      | Nick Kyrgios Marin Čilić                  | Novak Djoković Dominic Thiem Steve Johnson Jošihito Nišioka          |
| 27. února | Abierto Mexicano Telcel Acapulco, Mexiko ATP World Tour 500 1 633 690 $ – tvrdý – 32S/16Q/16D dvouhra • čtyřhra                   | Jamie Murray Bruno Soares 6–3, 6–3                    | John Isner Feliciano López        | Nick Kyrgios Marin Čilić                  | Novak Djoković Dominic Thiem Steve Johnson Jošihito Nišioka          |
| 27. února | Brasil Open São Paulo, Brazílie ATP World Tour 250 520 285 $ – antuka – 28S/16Q/16D dvouhra • čtyřhra                             | Pablo Cuevas 6–7(3–7), 6–4, 6–4                       | Albert Ramos-Viñolas              | Pablo Carreño Busta João Sousa            | Fabio Fognini Diego Schwartzman Federico Delbonis Guido Pella        |
| 27. února | Brasil Open São Paulo, Brazílie ATP World Tour 250 520 285 $ – antuka – 28S/16Q/16D dvouhra • čtyřhra                             | Rogério Dutra da Silva André Sá 7–6(7–5), 5–7, [10–7] | Marcus Daniell Marcelo Demoliner  | Pablo Carreño Busta João Sousa            | Fabio Fognini Diego Schwartzman Federico Delbonis Guido Pella        |

### Březen
| Týden od              | Turnaj | Vítězové                                       | Finalisté                 | Semifinalisté                 | Čtvrtfinalisté                                        |
| --------------------- | --- | ---------------------------------------------- | ------------------------- | ----------------------------- | ----------------------------------------------------- |
| 6. března 13. března  | BNP Paribas Open Indian Wells, Spojené státy ATP World Tour Masters 1000 7 913 405 $ – tvrdý – 96S/48Q/32D dvouhra • čtyřhra      | Roger Federer 6–4, 7–5                         | Stan Wawrinka             | Pablo Carreño Busta Jack Sock | Pablo Cuevas Dominic Thiem Kei Nišikori Nick Kyrgios  |
| 6. března 13. března  | BNP Paribas Open Indian Wells, Spojené státy ATP World Tour Masters 1000 7 913 405 $ – tvrdý – 96S/48Q/32D dvouhra • čtyřhra      | Raven Klaasen Rajeev Ram 6–7(1–7), 6–4, [10–8] | Łukasz Kubot Marcelo Melo | Pablo Carreño Busta Jack Sock | Pablo Cuevas Dominic Thiem Kei Nišikori Nick Kyrgios  |
| 20. března 27. března | Miami Open presented by Itaú Miami, Spojené státy ATP World Tour Masters 1000 7 913 405 $ – tvrdý – 96S/48Q/32D dvouhra • čtyřhra | Roger Federer 6–3, 6–4                         | Rafael Nadal              | Nick Kyrgios Fabio Fognini    | Alexander Zverev Tomáš Berdych Jack Sock Kei Nišikori |
| 20. března 27. března | Miami Open presented by Itaú Miami, Spojené státy ATP World Tour Masters 1000 7 913 405 $ – tvrdý – 96S/48Q/32D dvouhra • čtyřhra | Łukasz Kubot Marcelo Melo 7–5, 6–3             | Nicholas Monroe Jack Sock | Nick Kyrgios Fabio Fognini    | Alexander Zverev Tomáš Berdych Jack Sock Kei Nišikori |

### Duben
| Týden od  | Turnaj | Vítězové                                                 | Finalisté                                              | Semifinalisté                | Čtvrtfinalisté                                                      |
| --------- | --- | -------------------------------------------------------- | ------------------------------------------------------ | ---------------------------- | ------------------------------------------------------------------- |
| 3. dubna  | Davis Cup, čtvrtfinále Charleroi, Belgie – tvrdý (h) Brisbane, Austrálie – tvrdý Rouen, Francie – antuka (h) Bělehrad, Srbsko – tvrdý (h)         | Vítězové Belgie 3–2 Austrálie 3–2 Francie 4–1 Srbsko 4–1 | Poražení Itálie Spojené státy Velká Británie Španělsko |                              |                                                                     |
| 10. dubna | Fayez Sarofim & Co. US Men's Clay Court Championship Houston, Spojené státy ATP World Tour 250 600 345 $ – antuka – 28S/32Q/16D dvouhra • čtyřhra | Steve Johnson 6–4, 4–6, 7–6(7–5)                         | Thomaz Bellucci                                        | Jack Sock Ernesto Escobedo   | Feliciano López Fernando Verdasco Sam Querrey John Isner            |
| 10. dubna | Fayez Sarofim & Co. US Men's Clay Court Championship Houston, Spojené státy ATP World Tour 250 600 345 $ – antuka – 28S/32Q/16D dvouhra • čtyřhra | Julio Peralta Horacio Zeballos 4–6, 7–5, [10–6]          | Dustin Brown Frances Tiafoe                            | Jack Sock Ernesto Escobedo   | Feliciano López Fernando Verdasco Sam Querrey John Isner            |
| 10. dubna | Grand Prix Hassan II Marrákéš, Maroko ATP World Tour 250 540 310 $ – antuka – 28S/32Q/16D dvouhra • čtyřhra                                       | Borna Ćorić 5–7, 7–6(7–3), 7–5                           | Philipp Kohlschreiber                                  | Benoît Paire Jiří Veselý     | Tommy Robredo Jan-Lennard Struff Paolo Lorenzi Albert Ramos-Viñolas |
| 10. dubna | Grand Prix Hassan II Marrákéš, Maroko ATP World Tour 250 540 310 $ – antuka – 28S/32Q/16D dvouhra • čtyřhra                                       | Dominic Inglot Mate Pavić 6–4, 2–6, [11–9]               | Marcel Granollers Marc López                           | Benoît Paire Jiří Veselý     | Tommy Robredo Jan-Lennard Struff Paolo Lorenzi Albert Ramos-Viñolas |
| 17. dubna | Monte-Carlo Rolex Masters Monte Carlo, Monako ATP World Tour Masters 1000 4 629 725 € – antuka – 56S/28Q/24D dvouhra • čtyřhra                    | Rafael Nadal 6–1, 6–3                                    | Albert Ramos-Viñolas                                   | Lucas Pouille David Goffin   | Marin Čilić Pablo Cuevas Diego Schwartzman Novak Djoković           |
| 17. dubna | Monte-Carlo Rolex Masters Monte Carlo, Monako ATP World Tour Masters 1000 4 629 725 € – antuka – 56S/28Q/24D dvouhra • čtyřhra                    | Rohan Bopanna Pablo Cuevas 6–3, 3–6, [10–4]              | Feliciano López Marc López                             | Lucas Pouille David Goffin   | Marin Čilić Pablo Cuevas Diego Schwartzman Novak Djoković           |
| 24. dubna | Barcelona Open BancSabadell Barcelona, Španělsko ATP World Tour 500 2 640 340 € – antuka – 48S/28Q/24D/4Q dvouhra • čtyřhra                       | Rafael Nadal 6–4, 6–1                                    | Dominic Thiem                                          | Andy Murray Horacio Zeballos | Albert Ramos-Viñolas Júiči Sugita Čong Hjon Karen Chačanov          |
| 24. dubna | Barcelona Open BancSabadell Barcelona, Španělsko ATP World Tour 500 2 640 340 € – antuka – 48S/28Q/24D/4Q dvouhra • čtyřhra                       | Florin Mergea Ajsám Kúreší 6–4, 6–3                      | Philipp Petzschner Alexander Peya                      | Andy Murray Horacio Zeballos | Albert Ramos-Viñolas Júiči Sugita Čong Hjon Karen Chačanov          |
| 24. dubna | Hungarian Open Budapešť, Maďarsko ATP World Tour 250 540 310 € – antuka – 28S/32Q/16D dvouhra • čtyřhra                                           | Lucas Pouille 6–3, 6–1                                   | Aljaž Bedene                                           | Paolo Lorenzi Laslo Djere    | Martin Kližan Andrej Kuzněcov Fernando Verdasco Ivo Karlović        |
| 24. dubna | Hungarian Open Budapešť, Maďarsko ATP World Tour 250 540 310 € – antuka – 28S/32Q/16D dvouhra • čtyřhra                                           | Brian Baker Nikola Mektić 7–6(7–2), 6–4                  | Juan Sebastián Cabal Robert Farah                      | Paolo Lorenzi Laslo Djere    | Martin Kližan Andrej Kuzněcov Fernando Verdasco Ivo Karlović        |

### Květen
| Týden od             | Turnaj | Vítězové                                             | Finalisté                            | Semifinalisté                    | Čtvrtfinalisté                                                     |
| -------------------- | --- | ---------------------------------------------------- | ------------------------------------ | -------------------------------- | ------------------------------------------------------------------ |
| 1. května            | Millennium Estoril Open Cascais, Portugalsko ATP World Tour 250 540 310 € – antuka – 28S/16Q/16D dvouhra • čtyřhra       | Pablo Carreño Busta 6–2, 7–6(7–5)                    | Gilles Müller                        | David Ferrer Kevin Anderson      | Nicolás Almagro Ryan Harrison Taró Daniel Richard Gasquet          |
| 1. května            | Millennium Estoril Open Cascais, Portugalsko ATP World Tour 250 540 310 € – antuka – 28S/16Q/16D dvouhra • čtyřhra       | Ryan Harrison Michael Venus 7–5, 6–2                 | David Marrero Tommy Robredo          | David Ferrer Kevin Anderson      | Nicolás Almagro Ryan Harrison Taró Daniel Richard Gasquet          |
| 1. května            | BMW Open by FWU AG Mnichov, Německo ATP World Tour 250 540 310 € – antuka – 28S/16Q/16D dvouhra • čtyřhra                | Alexander Zverev 6–4, 6–3                            | Guido Pella                          | Čong Hjon Roberto Bautista Agut  | Martin Kližan Horacio Zeballos Jan-Lennard Struff Yannick Hanfmann |
| 1. května            | BMW Open by FWU AG Mnichov, Německo ATP World Tour 250 540 310 € – antuka – 28S/16Q/16D dvouhra • čtyřhra                | Juan Sebastián Cabal Robert Farah 6–3, 6–3           | Jérémy Chardy Fabrice Martin         | Čong Hjon Roberto Bautista Agut  | Martin Kližan Horacio Zeballos Jan-Lennard Struff Yannick Hanfmann |
| 1. května            | TEB BNP Paribas Istanbul Open Istanbul, Turecko ATP World Tour 250 497 255 € – antuka – 28S/16Q/16D dvouhra • čtyřhra    | Marin Čilić 7–6(7–3), 6–3                            | Milos Raonic                         | Viktor Troicki Diego Schwartzman | Bernard Tomic Laslo Djere Dušan Lajović Steve Darcis               |
| 1. května            | TEB BNP Paribas Istanbul Open Istanbul, Turecko ATP World Tour 250 497 255 € – antuka – 28S/16Q/16D dvouhra • čtyřhra    | Roman Jebavý Jiří Veselý 6–0, 6–0                    | Tuna Altuna Alessandro Motti         | Viktor Troicki Diego Schwartzman | Bernard Tomic Laslo Djere Dušan Lajović Steve Darcis               |
| 8. května            | Mutua Madrid Open Madrid, Španělsko ATP World Tour Masters 1000 6 408 230 € – antuka – 56S/28Q/24D dvouhra • čtyřhra     | Rafael Nadal 7–6(10–8), 6–4                          | Dominic Thiem                        | Pablo Cuevas Novak Djoković      | Borna Ćorić Alexander Zverev David Goffin Kei Nišikori             |
| 8. května            | Mutua Madrid Open Madrid, Španělsko ATP World Tour Masters 1000 6 408 230 € – antuka – 56S/28Q/24D dvouhra • čtyřhra     | Łukasz Kubot Marcelo Melo 7–5, 6–3                   | Nicolas Mahut Édouard Roger-Vasselin | Pablo Cuevas Novak Djoković      | Borna Ćorić Alexander Zverev David Goffin Kei Nišikori             |
| 15. května           | Internazionali BNL d'Italia Řím, Itálie ATP World Tour Masters 1000 4 835 975 € – antuka – 56S/28Q/24D dvouhra • čtyřhra | Alexander Zverev 6–4, 6–3                            | Novak Djoković                       | John Isner Dominic Thiem         | Milos Raonic Marin Čilić Rafael Nadal Juan Martín del Potro        |
| 15. května           | Internazionali BNL d'Italia Řím, Itálie ATP World Tour Masters 1000 4 835 975 € – antuka – 56S/28Q/24D dvouhra • čtyřhra | Pierre-Hugues Herbert Nicolas Mahut 4–6, 6–4, [10–3] | Ivan Dodig Marcel Granollers         | John Isner Dominic Thiem         | Milos Raonic Marin Čilić Rafael Nadal Juan Martín del Potro        |
| 22. května           | Banque Eric Sturdza Geneva Open Ženeva, Švýcarsko ATP World Tour 250 540 310 € – antuka – 28S/32Q/16D dvouhra • čtyřhra  | Stan Wawrinka 4–6, 6–3, 6–3                          | Mischa Zverev                        | Andrej Kuzněcov Kei Nišikori     | Sam Querrey Cedrik-Marcel Stebe Steve Johnson Kevin Anderson       |
| 22. května           | Banque Eric Sturdza Geneva Open Ženeva, Švýcarsko ATP World Tour 250 540 310 € – antuka – 28S/32Q/16D dvouhra • čtyřhra  | Jean-Julien Rojer Horia Tecău 2–6, 7–6(11–9), [10–6] | Juan Sebastián Cabal Robert Farah    | Andrej Kuzněcov Kei Nišikori     | Sam Querrey Cedrik-Marcel Stebe Steve Johnson Kevin Anderson       |
| 22. května           | Open Parc Auvergne-Rhône-Alpes Lyon Lyon, Francie ATP World Tour 250 540 310 € – antuka – 28S/32Q/16D dvouhra • čtyřhra  | Jo-Wilfried Tsonga 7–6(7–2), 7–5                     | Tomáš Berdych                        | Milos Raonic Nikoloz Basilašvili | Gastão Elias Gilles Simon Nicolás Kicker Karen Chačanov            |
| 22. května           | Open Parc Auvergne-Rhône-Alpes Lyon Lyon, Francie ATP World Tour 250 540 310 € – antuka – 28S/32Q/16D dvouhra • čtyřhra  | Andrés Molteni Adil Shamasdin 6–3, 3–6, [10–5]       | Marcus Daniell Marcelo Demoliner     | Milos Raonic Nikoloz Basilašvili | Gastão Elias Gilles Simon Nicolás Kicker Karen Chačanov            |
| 29. května 5. června | French Open Paříž, Francie Grand Slam 16 790 000 € – antuka 128S/128Q/64D/32X dvouhra • čtyřhra • mix                    | Rafael Nadal 6–2, 6–3, 6–1                           | Stan Wawrinka                        | Andy Murray Dominic Thiem        | Kei Nišikori Marin Čilić Pablo Carreño Busta Novak Djoković        |
| 29. května 5. června | French Open Paříž, Francie Grand Slam 16 790 000 € – antuka 128S/128Q/64D/32X dvouhra • čtyřhra • mix                    | Ryan Harrison Michael Venus 7–6(7–5), 6–7(4–7), 6–3  | Santiago González Donald Young       | Andy Murray Dominic Thiem        | Kei Nišikori Marin Čilić Pablo Carreño Busta Novak Djoković        |
| 29. května 5. června | French Open Paříž, Francie Grand Slam 16 790 000 € – antuka 128S/128Q/64D/32X dvouhra • čtyřhra • mix                    | Gabriela Dabrowská Rohan Bopanna 2–6, 6–2, [12–10]   | Anna-Lena Grönefeldová Robert Farah  | Andy Murray Dominic Thiem        | Kei Nišikori Marin Čilić Pablo Carreño Busta Novak Djoković        |

### Červen
| Týden od   | Turnaj | Vítězové                                        | Finalisté                               | Semifinalisté                   | Čtvrtfinalisté                                                   |
| ---------- | --- | ----------------------------------------------- | --------------------------------------- | ------------------------------- | ---------------------------------------------------------------- |
| 12. června | MercedesCup Stuttgart, Německo ATP World Tour 250 701 975 € – tráva – 28S/32Q/16D dvouhra • čtyřhra                            | Lucas Pouille 4–6, 7–6(7–5), 6–4                | Feliciano López                         | Mischa Zverev Benoît Paire      | Tommy Haas Tomáš Berdych Philipp Kohlschreiber Jerzy Janowicz    |
| 12. června | MercedesCup Stuttgart, Německo ATP World Tour 250 701 975 € – tráva – 28S/32Q/16D dvouhra • čtyřhra                            | Jamie Murray Bruno Soares 6–7(4–7), 7–5, [10–5] | Oliver Marach Mate Pavić                | Mischa Zverev Benoît Paire      | Tommy Haas Tomáš Berdych Philipp Kohlschreiber Jerzy Janowicz    |
| 12. června | Ricoh Open 's-Hertogenbosch, Nizozemsko ATP World Tour 250 660 375 € – tráva – 32S/32Q/16D dvouhra • čtyřhra                   | Gilles Müller 7–6(7–5), 7–6(7–4)                | Ivo Karlović                            | Marin Čilić Alexander Zverev    | Vasek Pospisil Daniil Medveděv Aljaž Bedene Julien Benneteau     |
| 12. června | Ricoh Open 's-Hertogenbosch, Nizozemsko ATP World Tour 250 660 375 € – tráva – 32S/32Q/16D dvouhra • čtyřhra                   | Łukasz Kubot Marcelo Melo 6–3, 6–4              | Raven Klaasen Rajeev Ram                | Marin Čilić Alexander Zverev    | Vasek Pospisil Daniil Medveděv Aljaž Bedene Julien Benneteau     |
| 19. června | Gerry Weber Open Halle, Německo ATP World Tour 500 1 966 095 € – tráva – 32S/16Q/16D/4Q dvouhra • čtyřhra                      | Roger Federer 6–1, 6–3                          | Alexander Zverev                        | Karen Chačanov Richard Gasquet  | Florian Mayer Andrej Rubljov Roberto Bautista Agut Robin Haase   |
| 19. června | Gerry Weber Open Halle, Německo ATP World Tour 500 1 966 095 € – tráva – 32S/16Q/16D/4Q dvouhra • čtyřhra                      | Łukasz Kubot Marcelo Melo 5–7, 6–3, [10–8]      | Alexander Zverev Mischa Zverev          | Karen Chačanov Richard Gasquet  | Florian Mayer Andrej Rubljov Roberto Bautista Agut Robin Haase   |
| 19. června | AEGON Championships Londýn, Velká Británie ATP World Tour 500 1 966 095 € – tráva – 56S/28Q/24D/4Q dvouhra • čtyřhra           | Feliciano López 4–6, 7–6(7–2), 7–6(10–8)        | Marin Čilić                             | Gilles Müller Grigor Dimitrov   | Sam Querrey Donald Young Daniil Medveděv Tomáš Berdych           |
| 19. června | AEGON Championships Londýn, Velká Británie ATP World Tour 500 1 966 095 € – tráva – 56S/28Q/24D/4Q dvouhra • čtyřhra           | Jamie Murray Bruno Soares 6–2, 6–3              | Julien Benneteau Édouard Roger-Vasselin | Gilles Müller Grigor Dimitrov   | Sam Querrey Donald Young Daniil Medveděv Tomáš Berdych           |
| 26. června | AEGON International Eastbourne Eastbourne, Velká Británie ATP World Tour 250 693 910 € – tráva – 28S/32Q/16D dvouhra • čtyřhra | Novak Djoković 6–3, 6–4                         | Gaël Monfils                            | Daniil Medveděv Richard Gasquet | Donald Young Steve Johnson John Isner Bernard Tomic              |
| 26. června | AEGON International Eastbourne Eastbourne, Velká Británie ATP World Tour 250 693 910 € – tráva – 28S/32Q/16D dvouhra • čtyřhra | Bob Bryan Mike Bryan 6–7(4–7), 6–4, [10–3]      | Rohan Bopanna André Sá                  | Daniil Medveděv Richard Gasquet | Donald Young Steve Johnson John Isner Bernard Tomic              |
| 26. června | Antalya Open Antalya, Turecko ATP World Tour 250 497 255 $ – tráva – 28S/32Q/16D dvouhra • čtyřhra                             | Júiči Sugita 6–1, 7–6(7–4)                      | Adrian Mannarino                        | Marcos Baghdatis Andreas Seppi  | Ramkumar Ramanathan Daniel Altmaier Fernando Verdasco Radu Albot |
| 26. června | Antalya Open Antalya, Turecko ATP World Tour 250 497 255 $ – tráva – 28S/32Q/16D dvouhra • čtyřhra                             | Robert Lindstedt Ajsám Kúreší 7–5, 4–1skreč     | Oliver Marach Mate Pavić                | Marcos Baghdatis Andreas Seppi  | Ramkumar Ramanathan Daniel Altmaier Fernando Verdasco Radu Albot |

### Červenec
| Týden od                 | Turnaj | Vítězové                                                 | Finalisté                                  | Semifinalisté                           | Čtvrtfinalisté                                                        |
| ------------------------ | --- | -------------------------------------------------------- | ------------------------------------------ | --------------------------------------- | --------------------------------------------------------------------- |
| 3. července 10. července | Wimbledon Londýn, Velká Británie Grand Slam 14 840 000 £ – tráva – 128S/128Q/64D/16Q/48X dvouhra • čtyřhra • mix                                   | Roger Federer 6–3, 6–1, 6–4                              | Marin Čilić                                | Sam Querrey Tomáš Berdych               | Andy Murray Gilles Müller Milos Raonic Novak Djoković                 |
| 3. července 10. července | Wimbledon Londýn, Velká Británie Grand Slam 14 840 000 £ – tráva – 128S/128Q/64D/16Q/48X dvouhra • čtyřhra • mix                                   | Łukasz Kubot Marcelo Melo 5–7, 7–5, 7–6(7–2), 3–6, 13–11 | Oliver Marach Mate Pavić                   | Sam Querrey Tomáš Berdych               | Andy Murray Gilles Müller Milos Raonic Novak Djoković                 |
| 3. července 10. července | Wimbledon Londýn, Velká Británie Grand Slam 14 840 000 £ – tráva – 128S/128Q/64D/16Q/48X dvouhra • čtyřhra • mix                                   | Martina Hingisová Jamie Murray 6–4, 6–4                  | Heather Watsonová Henri Kontinen           | Sam Querrey Tomáš Berdych               | Andy Murray Gilles Müller Milos Raonic Novak Djoković                 |
| 17. července             | Hall of Fame Tennis Championships Newport, Spojené státy ATP World Tour 250 600 345 $ – tráva – 32S/32Q/16D dvouhra • čtyřhra                      | John Isner 6–3, 7–6(7–4)                                 | Matthew Ebden                              | Bjorn Fratangelo Peter Gojowczyk        | Dennis Novikov Pierre-Hugues Herbert Tobias Kamke Ivo Karlović        |
| 17. července             | Hall of Fame Tennis Championships Newport, Spojené státy ATP World Tour 250 600 345 $ – tráva – 32S/32Q/16D dvouhra • čtyřhra                      | Ajsám Kúreší Rajeev Ram 6–4, 4–6, [10–7]                 | Matt Reid John-Patrick Smith               | Bjorn Fratangelo Peter Gojowczyk        | Dennis Novikov Pierre-Hugues Herbert Tobias Kamke Ivo Karlović        |
| 17. července             | SkiStar Swedish Open Båstad, Švédsko ATP World Tour 250 540 310 € – antuka – 28S/32Q/16D dvouhra • čtyřhra                                         | David Ferrer 6–4, 6–4                                    | Alexandr Dolgopolov                        | Andrej Kuzněcov Fernando Verdasco       | Diego Schwartzman Karen Chačanov Henri Laaksonen Albert Ramos-Viñolas |
| 17. července             | SkiStar Swedish Open Båstad, Švédsko ATP World Tour 250 540 310 € – antuka – 28S/32Q/16D dvouhra • čtyřhra                                         | Julian Knowle Philipp Petzschner 6–2, 3–6, [10–7]        | Sander Arends Matwé Middelkoop             | Andrej Kuzněcov Fernando Verdasco       | Diego Schwartzman Karen Chačanov Henri Laaksonen Albert Ramos-Viñolas |
| 17. července             | Plava Laguna Croatia Open Umag Umag, Chorvatsko ATP World Tour 250 540 310 € – antuka – 28S/32Q/16D dvouhra • čtyřhra                              | Andrej Rubljov 6–4, 6–2                                  | Paolo Lorenzi                              | Ivan Dodig Alessandro Giannessi         | David Goffin Fabio Fognini Jiří Veselý Rogério Dutra da Silva         |
| 17. července             | Plava Laguna Croatia Open Umag Umag, Chorvatsko ATP World Tour 250 540 310 € – antuka – 28S/32Q/16D dvouhra • čtyřhra                              | Guillermo Durán Andrés Molteni 6–3, 6–7(4–7), [10–6]     | Marin Draganja Tomislav Draganja           | Ivan Dodig Alessandro Giannessi         | David Goffin Fabio Fognini Jiří Veselý Rogério Dutra da Silva         |
| 24. července             | German Open Hamburk, Německo ATP World Tour 500 1 629 375 € – antuka – 48S/16Q/16D/4Q dvouhra • čtyřhra                                            | Leonardo Mayer 6–4, 4–6, 6–3                             | Florian Mayer                              | Federico Delbonis Philipp Kohlschreiber | Jiří Veselý Karen Chačanov Nicolás Kicker Diego Schwartzman           |
| 24. července             | German Open Hamburk, Německo ATP World Tour 500 1 629 375 € – antuka – 48S/16Q/16D/4Q dvouhra • čtyřhra                                            | Ivan Dodig Mate Pavić 6–3, 6–4                           | Pablo Cuevas Marc López                    | Federico Delbonis Philipp Kohlschreiber | Jiří Veselý Karen Chačanov Nicolás Kicker Diego Schwartzman           |
| 24. července             | Atlanta Open Atlanta, Spojené státy ATP World Tour 250 720 410 $ – tvrdý – 28S/32Q/16D dvouhra • čtyřhra                                           | John Isner 7–6(8–6), 7–6(9–7)                            | Ryan Harrison                              | Kyle Edmund Gilles Müller               | Jack Sock Christopher Eubanks Tommy Paul Lukáš Lacko                  |
| 24. července             | Atlanta Open Atlanta, Spojené státy ATP World Tour 250 720 410 $ – tvrdý – 28S/32Q/16D dvouhra • čtyřhra                                           | Bob Bryan Mike Bryan 6–3, 6–4                            | Wesley Koolhof Artem Sitak                 | Kyle Edmund Gilles Müller               | Jack Sock Christopher Eubanks Tommy Paul Lukáš Lacko                  |
| 24. července             | J. Safra Sarasin Swiss Open Gstaad, Švýcarsko ATP World Tour 250 540 310 € – antuka – 28S/32Q/16D dvouhra • čtyřhra                                | Fabio Fognini 6–4, 7–5                                   | Yannick Hanfmann                           | Robin Haase Roberto Bautista Agut       | David Goffin João Sousa Ernests Gulbis Denis Istomin                  |
| 24. července             | J. Safra Sarasin Swiss Open Gstaad, Švýcarsko ATP World Tour 250 540 310 € – antuka – 28S/32Q/16D dvouhra • čtyřhra                                | Oliver Marach Philipp Oswald 6–3, 4–6, [10–8]            | Jonathan Eysseric Franko Škugor            | Robin Haase Roberto Bautista Agut       | David Goffin João Sousa Ernests Gulbis Denis Istomin                  |
| 31. července             | Citi Open Washington, D.C., Spojené státy ATP World Tour 500 2 002 460 $ – tvrdý – 48S/24Q/16D/4Q dvouhra • čtyřhra                                | Alexander Zverev 6–4, 6–4                                | Kevin Anderson                             | Jack Sock Kei Nišikori                  | Juki Bhambri Milos Raonic Daniil Medveděv Tommy Paul                  |
| 31. července             | Citi Open Washington, D.C., Spojené státy ATP World Tour 500 2 002 460 $ – tvrdý – 48S/24Q/16D/4Q dvouhra • čtyřhra                                | Henri Kontinen John Peers 7–6(7–5), 6–4                  | Łukasz Kubot Marcelo Melo                  | Jack Sock Kei Nišikori                  | Juki Bhambri Milos Raonic Daniil Medveděv Tommy Paul                  |
| 31. července             | Abierto Mexicano de Tenis Mifel presentado por Cinemex Cabo San Lucas, Mexiko ATP World Tour 250 727 995 $ – tvrdý – 28S/16Q/16D dvouhra • čtyřhra | Sam Querrey 6–3, 3–6, 6–2                                | Thanasi Kokkinakis                         | Tomáš Berdych Damir Džumhur             | Adrian Mannarino Taylor Fritz Feliciano López Vincent Millot          |
| 31. července             | Abierto Mexicano de Tenis Mifel presentado por Cinemex Cabo San Lucas, Mexiko ATP World Tour 250 727 995 $ – tvrdý – 28S/16Q/16D dvouhra • čtyřhra | Juan Sebastián Cabal Treat Conrad Huey 6–2, 6–3          | Sergio Galdós Roberto Maytín               | Tomáš Berdych Damir Džumhur             | Adrian Mannarino Taylor Fritz Feliciano López Vincent Millot          |
| 31. července             | Generali Open Kitzbühel Kitzbühel, Rakousko ATP World Tour 250 540 310 € – antuka – 28S/16Q/16D dvouhra • čtyřhra                                  | Philipp Kohlschreiber 6–3, 6–4                           | João Sousa                                 | Sebastian Ofner Fabio Fognini           | Renzo Olivo Gerald Melzer Dušan Lajović Thomaz Bellucci               |
| 31. července             | Generali Open Kitzbühel Kitzbühel, Rakousko ATP World Tour 250 540 310 € – antuka – 28S/16Q/16D dvouhra • čtyřhra                                  | Pablo Cuevas Guillermo Durán 6–4, 4–6, [12–10]           | Hans Podlipnik-Castillo Andrej Vasilevskij | Sebastian Ofner Fabio Fognini           | Renzo Olivo Gerald Melzer Dušan Lajović Thomaz Bellucci               |

### Srpen
| Týden od          | Turnaj | Vítězové                                             | Finalisté                      | Semifinalisté                             | Čtvrtfinalisté                                                          |
| ----------------- | --- | ---------------------------------------------------- | ------------------------------ | ----------------------------------------- | ----------------------------------------------------------------------- |
| 7. srpna          | Rogers Cup Montréal, Kanada ATP World Tour Masters 1000 5 275 595 $ – tvrdý – 56S/24Q/24D dvouhra • čtyřhra                       | Alexander Zverev 6–3, 6–4                            | Roger Federer                  | Denis Shapovalov Robin Haase              | Adrian Mannarino Kevin Anderson Diego Schwartzman Roberto Bautista Agut |
| 7. srpna          | Rogers Cup Montréal, Kanada ATP World Tour Masters 1000 5 275 595 $ – tvrdý – 56S/24Q/24D dvouhra • čtyřhra                       | Pierre-Hugues Herbert Nicolas Mahut 6–4, 3–6, [10–6] | Rohan Bopanna Ivan Dodig       | Denis Shapovalov Robin Haase              | Adrian Mannarino Kevin Anderson Diego Schwartzman Roberto Bautista Agut |
| 14. srpna         | Western & Southern Open Cincinnati, Spojené státy ATP World Tour Masters 1000 5 627 305 $ – tvrdý – 56S/28Q/24D dvouhra • čtyřhra | Grigor Dimitrov 6–3, 7–5                             | Nick Kyrgios                   | David Ferrer John Isner                   | Rafael Nadal Dominic Thiem Jared Donaldson Júiči Sugita                 |
| 14. srpna         | Western & Southern Open Cincinnati, Spojené státy ATP World Tour Masters 1000 5 627 305 $ – tvrdý – 56S/28Q/24D dvouhra • čtyřhra | Pierre-Hugues Herbert Nicolas Mahut 7–6(8–6), 6–4    | Jamie Murray Bruno Soares      | David Ferrer John Isner                   | Rafael Nadal Dominic Thiem Jared Donaldson Júiči Sugita                 |
| 21. srpna         | Winston-Salem Open Winston-Salem, Spojené státy ATP World Tour 250 748 960 $ – tvrdý – 48S/32Q/16D dvouhra • čtyřhra              | Roberto Bautista Agut 6–4, 6–4                       | Damir Džumhur                  | Jan-Lennard Struff Kyle Edmund            | Taylor Fritz Borna Ćorić Steve Johnson Čong Hjon                        |
| 21. srpna         | Winston-Salem Open Winston-Salem, Spojené státy ATP World Tour 250 748 960 $ – tvrdý – 48S/32Q/16D dvouhra • čtyřhra              | Jean-Julien Rojer Horia Tecău 6–3, 6–4               | Julio Peralta Horacio Zeballos | Jan-Lennard Struff Kyle Edmund            | Taylor Fritz Borna Ćorić Steve Johnson Čong Hjon                        |
| 29. srpna 5. září | US Open New York, Spojené státy Grand Slam 24 193 400 USD – tvrdý 128S/128Q/64D/32X dvouhra • čtyřhra • mix                       | Rafael Nadal 6–3, 6–3, 6–4                           | Kevin Anderson                 | Juan Martín del Potro Pablo Carreño Busta | Andrej Rubljov Roger Federer Sam Querrey Diego Schwartzman              |
| 29. srpna 5. září | US Open New York, Spojené státy Grand Slam 24 193 400 USD – tvrdý 128S/128Q/64D/32X dvouhra • čtyřhra • mix                       | Jean-Julien Rojer Horia Tecău 6–4, 6–3               | Feliciano López Marc López     | Juan Martín del Potro Pablo Carreño Busta | Andrej Rubljov Roger Federer Sam Querrey Diego Schwartzman              |
| 29. srpna 5. září | US Open New York, Spojené státy Grand Slam 24 193 400 USD – tvrdý 128S/128Q/64D/32X dvouhra • čtyřhra • mix                       | Martina Hingisová Jamie Murray 6–1, 4–6, [10–8]      | Čan Chao-čching Michael Venus  | Juan Martín del Potro Pablo Carreño Busta | Andrej Rubljov Roger Federer Sam Querrey Diego Schwartzman              |

### Září
| Týden od | Turnaj | Vítězové                                         | Finalisté                        | Semifinalisté                            | Čtvrtfinalisté                                                  |
| -------- | --- | ------------------------------------------------ | -------------------------------- | ---------------------------------------- | --------------------------------------------------------------- |
| 11. září | Davis Cup, semifinále Brusel, Belgie – antuka (h) Lille, Francie – antuka                                       | Vítězové Belgie 3–2 Francie 3–1                  | Poražení Austrálie Srbsko        |                                          |                                                                 |
| 18. září | St. Petersburg Open Petrohrad, Rusko ATP World Tour 250 1 025 205 $ – tvrdý (h) – 28S/32Q/16D dvouhra • čtyřhra | Damir Džumhur 3–6, 6–4, 6–2                      | Fabio Fognini                    | Roberto Bautista Agut Jan-Lennard Struff | Viktor Troicki Ričardas Berankis Liam Broady Jo-Wilfried Tsonga |
| 18. září | St. Petersburg Open Petrohrad, Rusko ATP World Tour 250 1 025 205 $ – tvrdý (h) – 28S/32Q/16D dvouhra • čtyřhra | Roman Jebavý Matwé Middelkoop 6–4, 6–4           | Julio Peralta Horacio Zeballos   | Roberto Bautista Agut Jan-Lennard Struff | Viktor Troicki Ričardas Berankis Liam Broady Jo-Wilfried Tsonga |
| 18. září | Moselle Open Mety, Francie ATP World Tour 250 540 310 € – tvrdý (h) – 28S/32Q/16D dvouhra • čtyřhra             | Peter Gojowczyk 7–5, 6–2                         | Benoît Paire                     | Mischa Zverev Nikoloz Basilašvili        | Kenny de Schepper Marius Copil Denis Istomin David Goffin       |
| 18. září | Moselle Open Mety, Francie ATP World Tour 250 540 310 € – tvrdý (h) – 28S/32Q/16D dvouhra • čtyřhra             | Julien Benneteau Édouard Roger-Vasselin 7–5, 6–3 | Wesley Koolhof Artem Sitak       | Mischa Zverev Nikoloz Basilašvili        | Kenny de Schepper Marius Copil Denis Istomin David Goffin       |
| 25. září | Chengdu Open Čcheng-tu, ČLR ATP World Tour 250 1 138 910 $ – tvrdý – 28S/16Q/16D dvouhra • čtyřhra              | Denis Istomin 3–2skreč                           | Marcos Baghdatis                 | Guido Pella Júiči Sugita                 | Taylor Fritz Lu Jan-sun Jared Donaldson Dušan Lajović           |
| 25. září | Chengdu Open Čcheng-tu, ČLR ATP World Tour 250 1 138 910 $ – tvrdý – 28S/16Q/16D dvouhra • čtyřhra              | Jonatan Erlich Ajsám Kúreší 6–3, 7–6(7–3)        | Marcus Daniell Marcelo Demoliner | Guido Pella Júiči Sugita                 | Taylor Fritz Lu Jan-sun Jared Donaldson Dušan Lajović           |
| 25. září | Shenzhen Open Šen-čen, ČLR ATP World Tour 250 731 680 $ – tvrdý – 28S/32Q/16D dvouhra • čtyřhra                 | David Goffin 6–4, 6–7(5–7), 6–3                  | Alexandr Dolgopolov              | Damir Džumhur Henri Laaksonen            | Alexander Zverev Dudi Sela Čang Č’-čen Donald Young             |
| 25. září | Shenzhen Open Šen-čen, ČLR ATP World Tour 250 731 680 $ – tvrdý – 28S/32Q/16D dvouhra • čtyřhra                 | Alexander Peya Rajeev Ram 6–3, 6–2               | Nikola Mektić Nicholas Monroe    | Damir Džumhur Henri Laaksonen            | Alexander Zverev Dudi Sela Čang Č’-čen Donald Young             |

### Říjen
| Týden od   | Turnaj | Vítězové                                              | Finalisté                             | Semifinalisté                      | Čtvrtfinalisté                                                        |
| ---------- | --- | ----------------------------------------------------- | ------------------------------------- | ---------------------------------- | --------------------------------------------------------------------- |
| 2. října   | China Open Peking, ČLR ATP World Tour 500 4 402 250 $ – tvrdý – 32S/16Q/16D dvouhra • čtyřhra                          | Rafael Nadal 6–2, 6–1                                 | Nick Kyrgios                          | Grigor Dimitrov Alexander Zverev   | John Isner Roberto Bautista Agut Steve Darcis Andrej Rubljov          |
| 2. října   | China Open Peking, ČLR ATP World Tour 500 4 402 250 $ – tvrdý – 32S/16Q/16D dvouhra • čtyřhra                          | Henri Kontinen John Peers 6–3, 3–6, [10–7]            | John Isner Jack Sock                  | Grigor Dimitrov Alexander Zverev   | John Isner Roberto Bautista Agut Steve Darcis Andrej Rubljov          |
| 2. října   | Japan Open Tokio, Japonsko ATP World Tour 500 1 792 315 $ – tvrdý – 32S/16Q/16D dvouhra • čtyřhra                      | David Goffin 6–3, 7–5                                 | Adrian Mannarino                      | Marin Čilić Diego Schwartzman      | Ryan Harrison Júiči Sugita Richard Gasquet Steve Johnson              |
| 2. října   | Japan Open Tokio, Japonsko ATP World Tour 500 1 792 315 $ – tvrdý – 32S/16Q/16D dvouhra • čtyřhra                      | Ben McLachlan Jasutaka Učijama 6–4, 7–6(7–1)          | Jamie Murray Bruno Soares             | Marin Čilić Diego Schwartzman      | Ryan Harrison Júiči Sugita Richard Gasquet Steve Johnson              |
| 9. října   | Shanghai Masters Šanghaj, ČLR ATP World Tour Masters 1000 8 384 135 $ – tvrdý – 56S/28Q/24D dvouhra • čtyřhra          | Roger Federer 6–4, 6–3                                | Rafael Nadal                          | Marin Čilić Juan Martín del Potro  | Grigor Dimitrov Albert Ramos-Viñolas Viktor Troicki Richard Gasquet   |
| 9. října   | Shanghai Masters Šanghaj, ČLR ATP World Tour Masters 1000 8 384 135 $ – tvrdý – 56S/28Q/24D dvouhra • čtyřhra          | Henri Kontinen John Peers 6–4, 6–2                    | Łukasz Kubot Marcelo Melo             | Marin Čilić Juan Martín del Potro  | Grigor Dimitrov Albert Ramos-Viñolas Viktor Troicki Richard Gasquet   |
| 16. října  | VTB Kremlin Cup Moskva, Rusko ATP World Tour 250 823 600 $ – tvrdý (h) – 28S/32Q/16D dvouhra • čtyřhra                 | Damir Džumhur 6–2, 1–6, 6–4                           | Ričardas Berankis                     | Mirza Bašić Adrian Mannarino       | Daniil Medveděv Andreas Seppi Dudi Sela Alexandr Bublik               |
| 16. října  | VTB Kremlin Cup Moskva, Rusko ATP World Tour 250 823 600 $ – tvrdý (h) – 28S/32Q/16D dvouhra • čtyřhra                 | Max Mirnyj Philipp Oswald 6–3, 7–5                    | Damir Džumhur Antonio Šančić          | Mirza Bašić Adrian Mannarino       | Daniil Medveděv Andreas Seppi Dudi Sela Alexandr Bublik               |
| 16. října  | European Open Antverpy, Belgie ATP World Tour 250 660 375 € – tvrdý (h) – 28S/32Q/16D dvouhra • čtyřhra                | Jo-Wilfried Tsonga 6–3, 7–5                           | Diego Schwartzman                     | Stefanos Tsitsipas Ruben Bemelmans | David Goffin David Ferrer João Sousa Julien Benneteau                 |
| 16. října  | European Open Antverpy, Belgie ATP World Tour 250 660 375 € – tvrdý (h) – 28S/32Q/16D dvouhra • čtyřhra                | Scott Lipsky Diviž Šaran 6–4, 2–6, [10–5]             | Santiago González Julio Peralta       | Stefanos Tsitsipas Ruben Bemelmans | David Goffin David Ferrer João Sousa Julien Benneteau                 |
| 16. října  | If Stockholm Open Stockholm, Švédsko ATP World Tour 250 660 375 € – tvrdý (h) – 28S/32Q/16D dvouhra • čtyřhra          | Juan Martín del Potro 6–4, 6–2                        | Grigor Dimitrov                       | Fabio Fognini Fernando Verdasco    | Mischa Zverev Jack Sock Júiči Sugita Kevin Anderson                   |
| 16. října  | If Stockholm Open Stockholm, Švédsko ATP World Tour 250 660 375 € – tvrdý (h) – 28S/32Q/16D dvouhra • čtyřhra          | Oliver Marach Mate Pavić 3–6, 7–6(8–6), [10–4]        | Ajsám Kúreší Jean-Julien Rojer        | Fabio Fognini Fernando Verdasco    | Mischa Zverev Jack Sock Júiči Sugita Kevin Anderson                   |
| 23. října  | Erste Bank Open 500 Vídeň, Rakousko ATP World Tour 500 2 621 850 € – tvrdý (h) – 32S/32Q/16D/4Q dvouhra • čtyřhra      | Lucas Pouille 6–1, 6–4                                | Jo-Wilfried Tsonga                    | Philipp Kohlschreiber Kyle Edmund  | Alexander Zverev Diego Schwartzman Jan-Lennard Struff Richard Gasquet |
| 23. října  | Erste Bank Open 500 Vídeň, Rakousko ATP World Tour 500 2 621 850 € – tvrdý (h) – 32S/32Q/16D/4Q dvouhra • čtyřhra      | Rohan Bopanna Pablo Cuevas 7–6(9–7), 6–7(4–7), [11–9] | Marcelo Demoliner Sam Querrey         | Philipp Kohlschreiber Kyle Edmund  | Alexander Zverev Diego Schwartzman Jan-Lennard Struff Richard Gasquet |
| 23. října  | Swiss Indoors Basel Basilej, Švýcarsko ATP World Tour 500 2 291 860 € – tvrdý (h) – 32S/16Q/16D/4Q dvouhra • čtyřhra   | Roger Federer 6–7(5–7), 6–4, 6–3                      | Juan Martín del Potro                 | David Goffin Marin Čilić           | Adrian Mannarino Jack Sock Roberto Bautista Agut Márton Fucsovics     |
| 23. října  | Swiss Indoors Basel Basilej, Švýcarsko ATP World Tour 500 2 291 860 € – tvrdý (h) – 32S/16Q/16D/4Q dvouhra • čtyřhra   | Ivan Dodig Marcel Granollers 7–5, 7–6(8–6)            | Fabrice Martin Édouard Roger-Vasselin | David Goffin Marin Čilić           | Adrian Mannarino Jack Sock Roberto Bautista Agut Márton Fucsovics     |
| 30 October | Rolex Paris Masters Paříž, Francie ATP World Tour Masters 1000 4 835 975 € – tvrdý (h) – 48S/24Q/24D dvouhra • čtyřhra | Jack Sock 5–7, 6–4, 6–1                               | Filip Krajinović                      | John Isner Julien Benneteau        | Rafael Nadal Juan Martín del Potro Marin Čilić Fernando Verdasco      |
| 30 October | Rolex Paris Masters Paříž, Francie ATP World Tour Masters 1000 4 835 975 € – tvrdý (h) – 48S/24Q/24D dvouhra • čtyřhra | Łukasz Kubot Marcelo Melo 7–6(7–3), 3–6, [10–6]       | Ivan Dodig Marcel Granollers          | John Isner Julien Benneteau        | Rafael Nadal Juan Martín del Potro Marin Čilić Fernando Verdasco      |

### Listopad
| Týden od      | Turnaj | Vítězové                               | Finalisté                 | Semifinalisté               | Čtvrtfinalisté                                                                               |
| ------------- | --- | -------------------------------------- | ------------------------- | --------------------------- | -------------------------------------------------------------------------------------------- |
| 6. listopadu  | Next Generation ATP Finals Milán, Itálie Next Generation ATP Finals 1 275 000 $ – tvrdý (h) – 8S (ZS) dvouhra  | Čong Hjon 3–4(6–7), 4–3(7–2), 4–2, 4–2 | Andrej Rubljov            | Daniil Medveděv Borna Ćorić | Základní skupina Gianluigi Quinzi Jared Donaldson Denis Shapovalov Karen Chačanov            |
| 13. listopadu | ATP Finals Londýn, Velká Británie ATP World Tour Finals 8 000 000 $ – tvrdý (h) – 8S/8D (ZS) dvouhra • čtyřhra | Grigor Dimitrov 7–5, 4–6, 6–3          | David Goffin              | Jack Sock Roger Federer     | Základní skupina Rafael Nadal Marin Čilić Pablo Carreño Busta Alexander Zverev Dominic Thiem |
| 13. listopadu | ATP Finals Londýn, Velká Británie ATP World Tour Finals 8 000 000 $ – tvrdý (h) – 8S/8D (ZS) dvouhra • čtyřhra | Henri Kontinen John Peers 6–4, 6–2     | Łukasz Kubot Marcelo Melo | Jack Sock Roger Federer     | Základní skupina Rafael Nadal Marin Čilić Pablo Carreño Busta Alexander Zverev Dominic Thiem |
| 20. listopadu | Davis Cup, finále Lille, Francie – tvrdý (h)                                                                   | Francie 3–2                            | Belgie                    |                             |                                                                                              |

## Statistiky

### Tituly podle tenistů
|        |                              | Grand Slam | Grand Slam | Grand Slam | Závěrečné | Závěrečné | ATP 1000 | ATP 1000 | ATP 500 | ATP 500 | ATP 250 | ATP 250 | Celkem | Celkem | Celkem |
| Celkem | Tenista                      | D          | Č          | X          | D         | Č         | D        | Č        | D       | Č       | D       | Č       | D      | Č      | X      |
| ------ | ---------------------------- | ---------- | ---------- | ---------- | --------- | --------- | -------- | -------- | ------- | ------- | ------- | ------- | ------ | ------ | ------ |
| 7      | Roger Federer (SUI)          | ●          |            |            |           |           | ●        |          | ●       |         |         |         | 7      | 0      | 0      |
| 6      | Rafael Nadal (ESP)           | ●          |            |            |           |           | ●        |          | ●       |         |         |         | 6      | 0      | 0      |
| 6      | Łukasz Kubot (POL)           |            | ●          |            |           |           |          | ●        |         | ●       |         | ●       | 0      | 6      | 0      |
| 6      | Marcelo Melo (BRA)           |            | ●          |            |           |           |          | ●        |         | ●       |         | ●       | 0      | 6      | 0      |
| 6      | Alexander Zverev (GER)       |            |            |            |           |           | ●        |          | ●       |         | ●       | ●       | 5      | 1      | 0      |
| 5      | Henri Kontinen (FIN)         |            | ●          |            |           | ●         |          | ●        |         | ●       |         |         | 0      | 5      | 0      |
| 5      | John Peers (AUS)             |            | ●          |            |           | ●         |          | ●        |         | ●       |         |         | 0      | 5      | 0      |
| 5      | Jamie Murray (GBR)           |            |            | ●          |           |           |          |          |         | ●       |         | ●       | 0      | 3      | 2      |
| 5      | Pablo Cuevas (URU)           |            |            |            |           |           |          | ●        |         | ●       | ●       | ●       | 1      | 4      | 0      |
| 5      | Ajsám Kúreší (PAK)           |            |            |            |           |           |          |          |         | ●       |         | ●       | 0      | 5      | 0      |
| 4      | Jean-Julien Rojer (NED)      |            | ●          |            |           |           |          |          |         | ●       |         | ●       | 0      | 4      | 0      |
| 4      | Horia Tecău (ROU)            |            | ●          |            |           |           |          |          |         | ●       |         | ●       | 0      | 4      | 0      |
| 4      | Rohan Bopanna (IND)          |            |            | ●          |           |           |          | ●        |         | ●       |         | ●       | 0      | 3      | 1      |
| 4      | Juan Sebastián Cabal (COL)   |            |            | ●          |           |           |          |          |         |         |         | ●       | 0      | 3      | 1      |
| 4      | Grigor Dimitrov (BUL)        |            |            |            | ●         |           | ●        |          |         |         | ●       |         | 4      | 0      | 0      |
| 4      | Nicolas Mahut (FRA)          |            |            |            |           |           |          | ●        |         |         |         | ●       | 0      | 4      | 0      |
| 4      | Rajeev Ram (USA)             |            |            |            |           |           |          | ●        |         |         |         | ●       | 0      | 4      | 0      |
| 4      | Jo-Wilfried Tsonga (FRA)     |            |            |            |           |           |          |          | ●       |         | ●       |         | 4      | 0      | 0      |
| 3      | Ryan Harrison (USA)          |            | ●          |            |           |           |          |          |         |         | ●       | ●       | 1      | 2      | 0      |
| 3      | Jack Sock (USA)              |            |            |            |           |           | ●        |          |         |         | ●       |         | 3      | 0      | 0      |
| 3      | Lucas Pouille (FRA)          |            |            |            |           |           |          |          | ●       |         | ●       |         | 3      | 0      | 0      |
| 3      | Pierre-Hugues Herbert (FRA)  |            |            |            |           |           |          | ●        |         |         |         |         | 0      | 3      | 0      |
| 3      | Ivan Dodig (CRO)             |            |            |            |           |           |          |          |         | ●       |         |         | 0      | 3      | 0      |
| 3      | Bruno Soares (BRA)           |            |            |            |           |           |          |          |         | ●       |         | ●       | 0      | 3      | 0      |
| 3      | Mate Pavić (CRO)             |            |            |            |           |           |          |          |         | ●       |         | ●       | 0      | 3      | 0      |
| 3      | Philipp Oswald (AUT)         |            |            |            |           |           |          |          |         |         |         | ●       | 0      | 3      | 0      |
| 2      | Michael Venus (NZL)          |            | ●          |            |           |           |          |          |         |         |         | ●       | 0      | 2      | 0      |
| 2      | Raven Klaasen (RSA)          |            |            |            |           |           |          | ●        |         |         |         | ●       | 0      | 2      | 0      |
| 2      | Marcel Granollers (ESP)      |            |            |            |           |           |          |          |         | ●       |         |         | 0      | 2      | 0      |
| 2      | Sam Querrey (USA)            |            |            |            |           |           |          |          | ●       |         | ●       |         | 2      | 0      | 0      |
| 2      | Pablo Carreño Busta (ESP)    |            |            |            |           |           |          |          |         | ●       | ●       |         | 1      | 1      | 0      |
| 2      | David Goffin (BEL)           |            |            |            |           |           |          |          | ●       |         | ●       |         | 2      | 0      | 0      |
| 2      | Roberto Bautista Agut (ESP)  |            |            |            |           |           |          |          |         |         | ●       |         | 2      | 0      | 0      |
| 2      | Novak Djoković (SRB)         |            |            |            |           |           |          |          |         |         | ●       |         | 2      | 0      | 0      |
| 2      | Damir Džumhur (BIH)          |            |            |            |           |           |          |          |         |         | ●       |         | 2      | 0      | 0      |
| 2      | John Isner (USA)             |            |            |            |           |           |          |          |         |         | ●       |         | 2      | 0      | 0      |
| 2      | Gilles Müller (LUX)          |            |            |            |           |           |          |          |         |         | ●       |         | 2      | 0      | 0      |
| 2      | Brian Baker (USA)            |            |            |            |           |           |          |          |         |         |         | ●       | 0      | 2      | 0      |
| 2      | Julien Benneteau (FRA)       |            |            |            |           |           |          |          |         |         |         | ●       | 0      | 2      | 0      |
| 2      | Bob Bryan (USA)              |            |            |            |           |           |          |          |         |         |         | ●       | 0      | 2      | 0      |
| 2      | Mike Bryan (USA)             |            |            |            |           |           |          |          |         |         |         | ●       | 0      | 2      | 0      |
| 2      | Guillermo Durán (ARG)        |            |            |            |           |           |          |          |         |         |         | ●       | 0      | 2      | 0      |
| 2      | Robert Farah (COL)           |            |            |            |           |           |          |          |         |         |         | ●       | 0      | 2      | 0      |
| 2      | Roman Jebavý (CZE)           |            |            |            |           |           |          |          |         |         |         | ●       | 0      | 2      | 0      |
| 2      | Oliver Marach (AUT)          |            |            |            |           |           |          |          |         |         |         | ●       | 0      | 2      | 0      |
| 2      | Nikola Mektić (CRO)          |            |            |            |           |           |          |          |         |         |         | ●       | 0      | 2      | 0      |
| 2      | Matwé Middelkoop (NED)       |            |            |            |           |           |          |          |         |         |         | ●       | 0      | 2      | 0      |
| 2      | Andrés Molteni (ARG)         |            |            |            |           |           |          |          |         |         |         | ●       | 0      | 2      | 0      |
| 1      | Čong Hjon (KOR)              |            |            |            | ●         |           |          |          |         |         |         |         | 1      | 0      | 0      |
| 1      | Feliciano López (ESP)        |            |            |            |           |           |          |          | ●       |         |         |         | 1      | 0      | 0      |
| 1      | Leonardo Mayer (ARG)         |            |            |            |           |           |          |          | ●       |         |         |         | 1      | 0      | 0      |
| 1      | Andy Murray (GBR)            |            |            |            |           |           |          |          | ●       |         |         |         | 1      | 0      | 0      |
| 1      | Dominic Thiem (AUT)          |            |            |            |           |           |          |          | ●       |         |         |         | 1      | 0      | 0      |
| 1      | Ben McLachlan (JPN)          |            |            |            |           |           |          |          |         | ●       |         |         | 0      | 1      | 0      |
| 1      | Florin Mergea (ROU)          |            |            |            |           |           |          |          |         | ●       |         |         | 0      | 1      | 0      |
| 1      | Jasutaka Učijama (JPN)       |            |            |            |           |           |          |          |         | ●       |         |         | 0      | 1      | 0      |
| 1      | Marin Čilić (CRO)            |            |            |            |           |           |          |          |         |         | ●       |         | 1      | 0      | 0      |
| 1      | Borna Ćorić (CRO)            |            |            |            |           |           |          |          |         |         | ●       |         | 1      | 0      | 0      |
| 1      | Juan Martín del Potro (ARG)  |            |            |            |           |           |          |          |         |         | ●       |         | 1      | 0      | 0      |
| 1      | Alexandr Dolgopolov (UKR)    |            |            |            |           |           |          |          |         |         | ●       |         | 1      | 0      | 0      |
| 1      | Víctor Estrella Burgos (DOM) |            |            |            |           |           |          |          |         |         | ●       |         | 1      | 0      | 0      |
| 1      | David Ferrer (ESP)           |            |            |            |           |           |          |          |         |         | ●       |         | 1      | 0      | 0      |
| 1      | Fabio Fognini (ITA)          |            |            |            |           |           |          |          |         |         | ●       |         | 1      | 0      | 0      |
| 1      | Peter Gojowczyk (GER)        |            |            |            |           |           |          |          |         |         | ●       |         | 1      | 0      | 0      |
| 1      | Denis Istomin (UZB)          |            |            |            |           |           |          |          |         |         | ●       |         | 1      | 0      | 0      |
| 1      | Steve Johnson (USA)          |            |            |            |           |           |          |          |         |         | ●       |         | 1      | 0      | 0      |
| 1      | Philipp Kohlschreiber (GER)  |            |            |            |           |           |          |          |         |         | ●       |         | 1      | 0      | 0      |
| 1      | Andrej Rubljov (RUS)         |            |            |            |           |           |          |          |         |         | ●       |         | 1      | 0      | 0      |
| 1      | Júiči Sugita (JPN)           |            |            |            |           |           |          |          |         |         | ●       |         | 1      | 0      | 0      |
| 1      | Stan Wawrinka (SUI)          |            |            |            |           |           |          |          |         |         | ●       |         | 1      | 0      | 0      |
| 1      | Jérémy Chardy (FRA)          |            |            |            |           |           |          |          |         |         |         | ●       | 0      | 1      | 0      |
| 1      | James Cerretani (USA)        |            |            |            |           |           |          |          |         |         |         | ●       | 0      | 1      | 0      |
| 1      | Rogério Dutra da Silva (BRA) |            |            |            |           |           |          |          |         |         |         | ●       | 0      | 1      | 0      |
| 1      | Jonatan Erlich (ISR)         |            |            |            |           |           |          |          |         |         |         | ●       | 0      | 1      | 0      |
| 1      | Treat Conrad Huey (PHI)      |            |            |            |           |           |          |          |         |         |         | ●       | 0      | 1      | 0      |
| 1      | Dominic Inglot (GBR)         |            |            |            |           |           |          |          |         |         |         | ●       | 0      | 1      | 0      |
| 1      | Julian Knowle (AUT)          |            |            |            |           |           |          |          |         |         |         | ●       | 0      | 1      | 0      |
| 1      | Thanasi Kokkinakis (AUS)     |            |            |            |           |           |          |          |         |         |         | ●       | 0      | 1      | 0      |
| 1      | Wesley Koolhof (NED)         |            |            |            |           |           |          |          |         |         |         | ●       | 0      | 1      | 0      |
| 1      | Robert Lindstedt (SWE)       |            |            |            |           |           |          |          |         |         |         | ●       | 0      | 1      | 0      |
| 1      | Scott Lipsky (USA)           |            |            |            |           |           |          |          |         |         |         | ●       | 0      | 1      | 0      |
| 1      | Fabrice Martin (FRA)         |            |            |            |           |           |          |          |         |         |         | ●       | 0      | 1      | 0      |
| 1      | Marcin Matkowski (POL)       |            |            |            |           |           |          |          |         |         |         | ●       | 0      | 1      | 0      |
| 1      | Max Mirnyj (BLR)             |            |            |            |           |           |          |          |         |         |         | ●       | 0      | 1      | 0      |
| 1      | Džívan Nedunčežijan (IND)    |            |            |            |           |           |          |          |         |         |         | ●       | 0      | 1      | 0      |
| 1      | Julio Peralta (CHI)          |            |            |            |           |           |          |          |         |         |         | ●       | 0      | 1      | 0      |
| 1      | Philipp Petzschner (GER)     |            |            |            |           |           |          |          |         |         |         | ●       | 0      | 1      | 0      |
| 1      | Alexander Peya (AUT)         |            |            |            |           |           |          |          |         |         |         | ●       | 0      | 1      | 0      |
| 1      | Édouard Roger-Vasselin (FRA) |            |            |            |           |           |          |          |         |         |         | ●       | 0      | 1      | 0      |
| 1      | André Sá (BRA)               |            |            |            |           |           |          |          |         |         |         | ●       | 0      | 1      | 0      |
| 1      | Adil Shamasdin (CAN)         |            |            |            |           |           |          |          |         |         |         | ●       | 0      | 1      | 0      |
| 1      | Diviž Šaran (IND)            |            |            |            |           |           |          |          |         |         |         | ●       | 0      | 1      | 0      |
| 1      | Jordan Thompson (AUS)        |            |            |            |           |           |          |          |         |         |         | ●       | 0      | 1      | 0      |
| 1      | Viktor Troicki (SRB)         |            |            |            |           |           |          |          |         |         |         | ●       | 0      | 1      | 0      |
| 1      | Jiří Veselý (CZE)            |            |            |            |           |           |          |          |         |         |         | ●       | 0      | 1      | 0      |
| 1      | Horacio Zeballos (ARG)       |            |            |            |           |           |          |          |         |         |         | ●       | 0      | 1      | 0      |
| 1      | Nenad Zimonjić (SRB)         |            |            |            |           |           |          |          |         |         |         | ●       | 0      | 1      | 0      |
| 1      | Mischa Zverev (GER)          |            |            |            |           |           |          |          |         |         |         | ●       | 0      | 1      | 0      |

### Tituly podle států
|        |                        | Grand Slam | Grand Slam | Grand Slam | Závěrečné | Závěrečné | ATP 1000 | ATP 1000 | ATP 500 | ATP 500 | ATP 250 | ATP 250 | Celkem | Celkem | Celkem |
| Celkem | Stát                   | D          | Č          | X          | D         | Č         | D        | Č        | D       | Č       | D       | Č       | D      | Č      | X      |
| ------ | ---------------------- | ---------- | ---------- | ---------- | --------- | --------- | -------- | -------- | ------- | ------- | ------- | ------- | ------ | ------ | ------ |
| 21     | Spojené státy americké |            | 1          |            |           |           | 1        | 1        | 1       |         | 7       | 10      | 9      | 12     | 0      |
| 14     | Španělsko              | 2          |            |            |           |           | 2        |          | 3       | 3       | 4       |         | 11     | 3      | 0      |
| 13     | Francie                |            |            |            |           |           |          | 3        | 2       |         | 5       | 3       | 7      | 6      | 0      |
| 10     | Brazílie               |            | 1          |            |           |           |          | 3        |         | 3       |         | 3       | 0      | 10     | 0      |
| 9      | Německo                |            |            |            |           |           | 2        |          | 1       |         | 4       | 2       | 7      | 2      | 0      |
| 9      | Chorvatsko             |            |            |            |           |           |          |          |         | 3       | 3       | 3       | 2      | 7      | 0      |
| 8      | Švýcarsko              | 2          |            |            |           |           | 3        |          | 2       |         | 1       |         | 8      | 0      | 0      |
| 7      | Polsko                 |            | 1          |            |           |           |          | 3        |         | 1       |         | 2       | 0      | 7      | 0      |
| 7      | Spojené království     |            |            | 2          |           |           |          |          | 1       | 2       |         | 2       | 1      | 4      | 2      |
| 7      | Rakousko               |            |            |            |           |           |          |          | 1       |         |         | 6       | 1      | 6      | 0      |
| 6      | Austrálie              |            | 1          |            |           | 1         |          | 1        |         | 2       |         | 1       | 0      | 6      | 0      |
| 6      | Nizozemsko             |            | 1          |            |           |           |          |          |         | 1       |         | 4       | 0      | 6      | 0      |
| 6      | Argentina              |            |            |            |           |           |          |          | 1       |         | 1       | 4       | 2      | 4      | 0      |
| 5      | Finsko                 |            | 1          |            |           | 1         |          | 1        |         | 2       |         |         | 0      | 5      | 0      |
| 5      | Rumunsko               |            | 1          |            |           |           |          |          |         | 2       |         | 2       | 0      | 5      | 0      |
| 5      | Indie                  |            |            | 1          |           |           |          | 1        |         | 1       |         | 2       | 0      | 4      | 1      |
| 5      | Uruguay                |            |            |            |           |           |          | 1        |         | 2       | 1       | 1       | 1      | 4      | 0      |
| 5      | Pákistán               |            |            |            |           |           |          |          |         | 1       |         | 4       | 0      | 5      | 0      |
| 4      | Kolumbie               |            |            | 1          |           |           |          |          |         |         |         | 3       | 0      | 3      | 1      |
| 4      | Bulharsko              |            |            |            | 1         |           | 1        |          |         |         | 2       |         | 4      | 0      | 0      |
| 3      | Srbsko                 |            |            |            |           |           |          |          |         |         | 2       | 1       | 2      | 1      | 0      |
| 2      | Nový Zéland            |            | 1          |            |           |           |          |          |         |         |         | 1       | 0      | 2      | 0      |
| 2      | Jižní Afrika           |            |            |            |           |           |          | 1        |         |         |         | 1       | 0      | 2      | 0      |
| 2      | Belgie                 |            |            |            |           |           |          |          | 1       |         | 1       |         | 2      | 0      | 0      |
| 2      | Japonsko               |            |            |            |           |           |          |          |         | 1       | 1       |         | 1      | 1      | 0      |
| 2      | Bosna a Hercegovina    |            |            |            |           |           |          |          |         |         | 2       |         | 2      | 0      | 0      |
| 2      | Lucembursko            |            |            |            |           |           |          |          |         |         | 2       |         | 2      | 0      | 0      |
| 2      | Česko                  |            |            |            |           |           |          |          |         |         |         | 2       | 0      | 2      | 0      |
| 1      | Jižní Korea            |            |            |            | 1         |           |          |          |         |         |         |         | 1      | 0      | 0      |
| 1      | Dominikánská republika |            |            |            |           |           |          |          |         |         | 1       |         | 1      | 0      | 0      |
| 1      | Itálie                 |            |            |            |           |           |          |          |         |         | 1       |         | 1      | 0      | 0      |
| 1      | Rusko                  |            |            |            |           |           |          |          |         |         | 1       |         | 1      | 0      | 0      |
| 1      | Ukrajina               |            |            |            |           |           |          |          |         |         | 1       |         | 1      | 0      | 0      |
| 1      | Uzbekistán             |            |            |            |           |           |          |          |         |         | 1       |         | 1      | 0      | 0      |
| 1      | Bělorusko              |            |            |            |           |           |          |          |         |         |         | 1       | 0      | 1      | 0      |
| 1      | Kanada                 |            |            |            |           |           |          |          |         |         |         | 1       | 0      | 1      | 0      |
| 1      | Chile                  |            |            |            |           |           |          |          |         |         |         | 1       | 0      | 1      | 0      |
| 1      | Izrael                 |            |            |            |           |           |          |          |         |         |         | 1       | 0      | 1      | 0      |
| 1      | Filipíny               |            |            |            |           |           |          |          |         |         |         | 1       | 0      | 1      | 0      |
| 1      | Švédsko                |            |            |            |           |           |          |          |         |         |         | 1       | 0      | 1      | 0      |

### Premiérové a obhájené tituly

#### Premiérové tituly

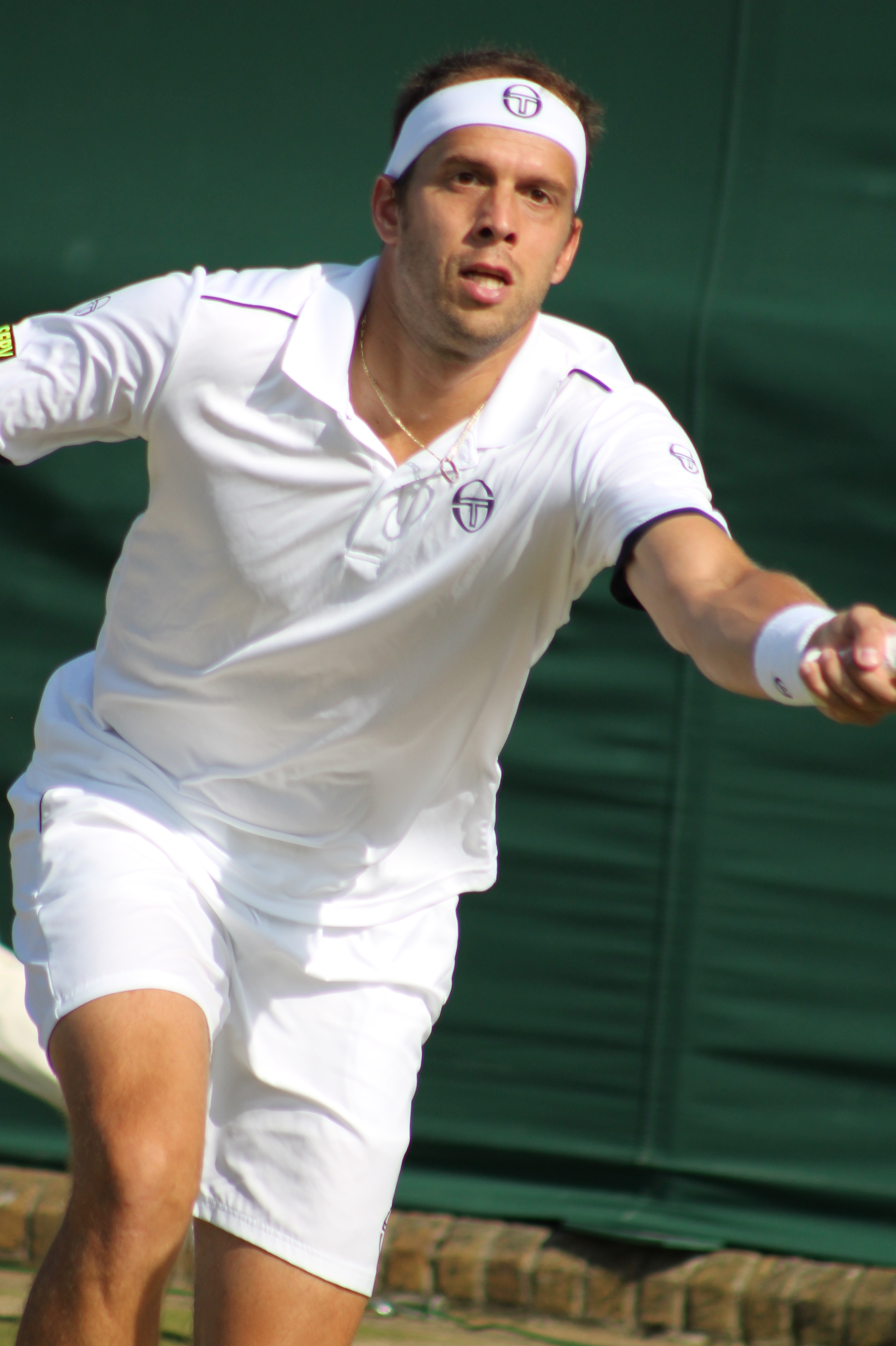
34letý Gilles Müller vyhrál po 16 letech na okruhu první dva turnaje kariéry v Sydney a Rosmalenu

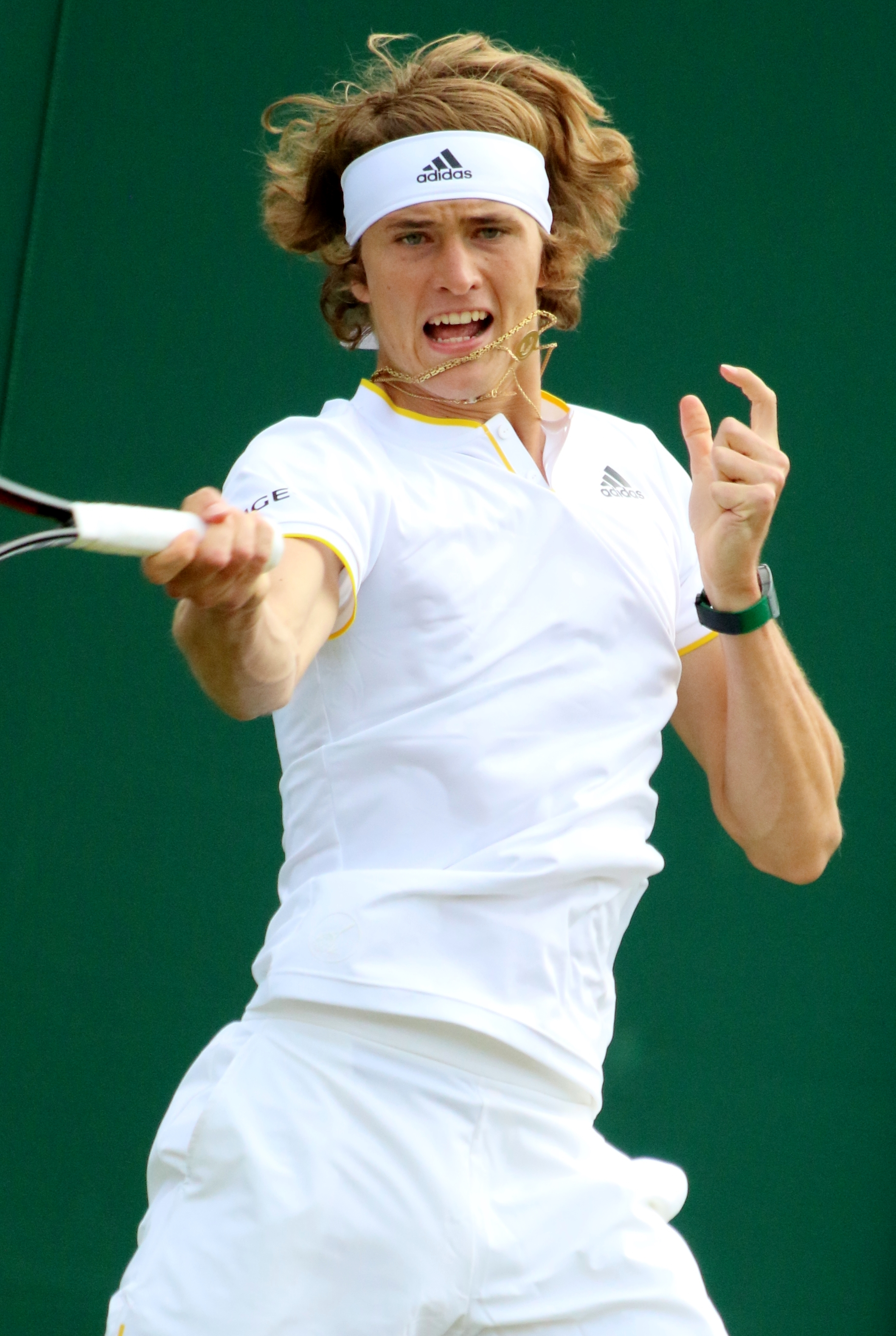
Poté, co se v Římě stal Alexander Zverev prvním vítězem turnaje Masters narozeným v 90. letech 20. století, vstoupil 22. května do elitní světové desítky

Hráči, kteří získali první titul ve dvouhře, ve čtyřhře nebo ve smíšené čtyřhře:
Dvouhra
- Gilles Müller – Sydney (pavouk)
- Ryan Harrison – Memphis (pavouk)
- Borna Ćorić – Marrákéš (pavouk)
- Júiči Sugita – Antalya (pavouk)
- Andrej Rubljov – Umag (pavouk)
- Peter Gojowczyk – Mety (pavouk)
- Damir Džumhur – Petrohrad (pavouk)
- Čong Hjon – Next Generation ATP Finals (pavouk)

Čtyřhra
- Thanasi Kokkinakis – Brisbane (pavouk)
- Jordan Thompson – Brisbane (pavouk)
- Džívan Nedunčežijan – Čennaí (pavouk)
- Alexander Zverev – Montpellier (pavouk)
- Brian Baker – Memphis (pavouk)
- Nikola Mektić – Memphis (pavouk)
- Rogério Dutra da Silva – São Paulo (pavouk)
- Roman Jebavý – Istanbul (pavouk)
- Ben McLachlan – Tokio (pavouk)
- Jasutaka Učijama – Tokio (pavouk)

Mix
- Juan Sebastián Cabal – Melbourne (pavouk)
- Rohan Bopanna – French Open (pavouk)

#### Obhájené tituly
Hráči, kteří obhájili titul:
Dvouhra
- Novak Djoković – Dauhá (pavouk)
- Víctor Estrella Burgos – Quito (pavouk)
- Pablo Cuevas – São Paulo (pavouk)
- Rafael Nadal – Monte Carlo (pavouk), Barcelona (pavouk)
- Stan Wawrinka – Ženeva (pavouk)
- Juan Martín del Potro – Stockholm (pavouk)

Čtyřhra
- Juan Sebastián Cabal – Buenos Aires (pavouk)
- Robert Farah – Buenos Aires (pavouk)
- Henri Kontinen – ATP Finals (pavouk)
- John Peers – ATP Finals (pavouk)

## Žebříček
Žebříček ATP Race určil hráče, kteří se kvalifikovali na Turnaj mistrů. Žebříček ATP a jeho konečné pořadí na konci sezóny byl sestaven na základě bodového hodnocení tenistů za posledních 52 týdnů.

### Dvouhra
Tabulky uvádí 20 nejvýše postavených hráčů na singlových žebříčcích Race a ATP ke konci sezóny 2017. Šedý podklad vlevo uvádí hráče, kteří se aktivně zúčastnili Turnaje mistrů.
| Žebříček ATP Race | Žebříček ATP Race           | Žebříček ATP Race | Žebříček ATP Race |
| Poř.              | Hráč                        | body              | tours             |
| ----------------- | --------------------------- | ----------------- | ----------------- |
| 1.                | Rafael Nadal (ESP)          | 10645             | 17                |
| 2.                | Roger Federer (SUI)         | 9005              | 16                |
| 3.                | Alexander Zverev (GER)      | 4410              | 24                |
| 4.                | Dominic Thiem (AUT)         | 3815              | 26                |
| 5                 | Marin Čilić (CRO)           | 3805              | 21                |
| 6.                | Grigor Dimitrov (BUL)       | 3650              | 22                |
| 7.                | Stan Wawrinka (SUI)         | 3150              | 15                |
| 8.                | David Goffin (BEL)          | 2975              | 25                |
| 9.                | Jack Sock (USA)             | 2765              | 21                |
| 10.               | Pablo Carreño Busta (ESP)   | 2615              | 24                |
| 11.               | Juan Martín del Potro (ARG) | 2595              | 19                |
| 12.               | Novak Djoković (SRB)        | 2585              | 16                |
| 13.               | Sam Querrey (USA)           | 2535              | 23                |
| 14.               | Kevin Anderson (RSA)        | 2480              | 22                |
| 15.               | Jo-Wilfried Tsonga (FRA)    | 2320              | 20                |
| 16.               | Andy Murray (GBR)           | 2290              | 16                |
| 17.               | John Isner (USA)            | 2265              | 24                |
| 18.               | Lucas Pouille (FRA)         | 2235              | 24                |
| 19.               | Tomáš Berdych (CZE)         | 2095              | 20                |
| 20.               | Roberto Bautista Agut (ESP) | 2015              | 24                |

| Konečný žebříček ATP | Konečný žebříček ATP        | Konečný žebříček ATP | Konečný žebříček ATP | Konečný žebříček ATP | Konečný žebříček ATP | Konečný žebříček ATP | Konečný žebříček ATP |
| Poř.                 | hráč                        | bodů                 | tours                | '16                  | max                  | min                  | '16→'17              |
| -------------------- | --------------------------- | -------------------- | -------------------- | -------------------- | -------------------- | -------------------- | -------------------- |
| 1.                   | Rafael Nadal (ESP)          | 10645                | 18                   | 9.                   | 1.                   | 9.                   | ▲ 8                  |
| 2.                   | Roger Federer (SUI)         | 9605                 | 17                   | 16.                  | 2.                   | 17.                  | ▲ 14                 |
| 3.                   | Grigor Dimitrov (BUL)       | 5150                 | 23                   | 17.                  | 3.                   | 17.                  | ▲ 14                 |
| 4.                   | Alexander Zverev (GER)      | 4610                 | 25                   | 24.                  | 4.                   | 24.                  | ▲ 20                 |
| 5.                   | Dominic Thiem (AUT)         | 4015                 | 27                   | 8.                   | 4.                   | 9.                   | ▲ 3                  |
| 6.                   | Marin Čilić (CRO)           | 3805                 | 27                   | 6.                   | 4.                   | 9.                   | ▬                    |
| 7.                   | David Goffin (BEL)          | 3775                 | 26                   | 11.                  | 7.                   | 14.                  | ▲ 7                  |
| 8.                   | Jack Sock (USA)             | 3165                 | 22                   | 23.                  | 8.                   | 23.                  | ▲ 15                 |
| 9.                   | Stan Wawrinka (SUI)         | 3150                 | 15                   | 4.                   | 3.                   | 9.                   | ▼ 5                  |
| 10.                  | Pablo Carreño Busta (ESP)   | 2615                 | 25                   | 30.                  | 10.                  | 31.                  | ▲ 20                 |
| 11.                  | Juan Martín del Potro (ARG) | 2595                 | 19                   | 38.                  | 11.                  | 42.                  | ▲ 27                 |
| 12.                  | Novak Djoković (SRB)        | 2585                 | 16                   | 2.                   | 2.                   | 12.                  | ▼ 10                 |
| 13.                  | Sam Querrey (USA)           | 2535                 | 23                   | 31.                  | 13.                  | 40.                  | ▲ 18                 |
| 14.                  | Kevin Anderson (RSA)        | 2480                 | 22                   | 67.                  | 14.                  | 80.                  | ▲ 53                 |
| 15                   | Jo-Wilfried Tsonga (FRA)    | 2320                 | 20                   | 12.                  | 7.                   | 18.                  | ▼ 3                  |
| 16.                  | Andy Murray (GBR)           | 2290                 | 16                   | 1.                   | 1.                   | 16.                  | ▼ 15                 |
| 17.                  | John Isner (USA)            | 2265                 | 24                   | 19.                  | 13.                  | 24.                  | ▲ 2                  |
| 18.                  | Lucas Pouille (FRA)         | 2235                 | 24                   | 15.                  | 13.                  | 25.                  | ▼ 3                  |
| 19.                  | Tomáš Berdych (CZE)         | 2095                 | 19                   | 10.                  | 10.                  | 20.                  | ▼ 9                  |
| 20.                  | Roberto Bautista Agut (ESP) | 2015                 | 24                   | 14.                  | 13.                  | 23.                  | ▼ 6                  |

#### Premiérový průnik do Top 10
Hráči, kteří premiérově pronikli do první světové desítky žebříčku ATP:
- David Goffin (na 10. místo 20. února)
- Alexander Zverev (na 10. místo 22. května)
- Pablo Carreño Busta (na 10. místo 11. září)
- Jack Sock (na 9. místo 6. listopadu)

#### Světové jedničky ve dvouhře
| Hráč               | Datum nástupu       | Datum odchodu     |
| ------------------ | ------------------- | ----------------- |
| Andy Murray (GBR)  | začátek sezóny 2017 | 20. srpna 2017    |
| Rafael Nadal (ESP) | 21. srpna 2017      | konec sezóny 2017 |

### Čtyřhra
Tabulky uvádí 10 nejvýše postavených párů na žebříčku ATP Race, určující postup na Turnaj mistrů a 10 nejvýše postavených hráčů na žebříčku ATP ve čtyřhře ke konci sezóny 2017. Šedý podklad uvádí páry, které aktivně zasáhly do Turnaje mistrů.

#### Žebříček čtyřhry
| Žebříček párů ATP Race | Žebříček párů ATP Race                          | Žebříček párů ATP Race | Žebříček párů ATP Race |
| Poř.                   | pár                                             | bodů                   | turnajů                |
| ---------------------- | ----------------------------------------------- | ---------------------- | ---------------------- |
| 1.                     | Łukasz Kubot (POL) Marcelo Melo (BRA)           | 8600                   | 22                     |
| 2.                     | Henri Kontinen (FIN) John Peers (AUS)           | 7330                   | 20                     |
| 3.                     | Jean-Julien Rojer (NED) Horia Tecău (ROU)       | 5295                   | 26                     |
| 4.                     | Jamie Murray (GBR) Bruno Soares (BRA)           | 5180                   | 23                     |
| 5.                     | Bob Bryan (USA) Mike Bryan (USA)                | 4625                   | 20                     |
| 6.                     | Pierre-Hugues Herbert (FRA) Nicolas Mahut (FRA) | 4395                   | 15                     |
| 7.                     | Ivan Dodig (CRO) Marcel Granollers (ESP)        | 4090                   | 17                     |
| 8.                     | Ryan Harrison (USA) Michael Venus (NZL)         | 3150                   | 15                     |
| 9.                     | Oliver Marach (AUT) Mate Pavić (CRO)            | 3100                   | 18                     |
| 10.                    | Raven Klaasen (RSA) Rajeev Ram (USA)            | 3020                   | 22                     |

| Konečný žebříček ATP | Konečný žebříček ATP         | Konečný žebříček ATP | Konečný žebříček ATP | Konečný žebříček ATP | Konečný žebříček ATP | Konečný žebříček ATP | Konečný žebříček ATP |
| Poř.                 | hráč                         | bodů                 | tours                | '16                  | max                  | min                  | '16→'17              |
| -------------------- | ---------------------------- | -------------------- | -------------------- | -------------------- | -------------------- | -------------------- | -------------------- |
| 1.                   | Nicolas Mahut (FRA)          | 8550                 | 17                   | 12.                  | 1.                   | 16.                  | ▲ 11                 |
| 2.                   | Pierre-Hugues Herbert (FRA)  | 7935                 | 15                   | 14.                  | 2.                   | 18.                  | ▲ 12                 |
| 3.                   | Bruno Soares (BRA)           | 7760                 | 25                   | 22.                  | 2.                   | 22.                  | ▲ 19                 |
| 4.                   | Jamie Murray (GBR)           | 7670                 | 22                   | 7.                   | 1.                   | 7.                   | ▲ 3                  |
| 5                    | Bob Bryan (USA)              | 6590                 | 23                   | 4.                   | 3.                   | 9.                   | ▼ 1                  |
| 5                    | Mike Bryan (USA)             | 6590                 | 23                   | 5.                   | 4.                   | 10.                  | ▬                    |
| 7.                   | Henri Kontinen (FIN)         | 5590                 | 27                   | 31.                  | 7.                   | 44.                  | ▲ 24                 |
| 8.                   | Marcelo Melo (BRA)           | 5460                 | 26                   | 1.                   | 1.                   | 8.                   | ▼ 7                  |
| 9.                   | John Peers (AUS)             | 5450                 | 28                   | 8.                   | 8.                   | 28.                  | ▼ 1                  |
| 10.                  | Marc López (ESP)             | 4775                 | 24                   | 32.                  | 8.                   | 40.                  | ▲ 22                 |
| 11.                  | Feliciano López (ESP)        | 4640                 | 20                   | 35.                  | 9.                   | 42.                  | ▲ 24                 |
| 12                   | Raven Klaasen (RSA)          | 4460                 | 24                   | 20.                  | 9.                   | 21.                  | ▲ 8                  |
| 13                   | Ivan Dodig (CRO)             | 4420                 | 20                   | 6.                   | 6.                   | 15.                  | ▼ 7                  |
| 14.                  | Rajeev Ram (USA)             | 4400                 | 27                   | 36.                  | 14.                  | 36.                  | ▲ 22                 |
| 15.                  | Daniel Nestor (CAN)          | 4120                 | 26                   | 18.                  | 8.                   | 19.                  | ▲ 3                  |
| 16.                  | Jack Sock (USA)              | 4080                 | 14                   | 19.                  | 11.                  | 25.                  | ▲ 3                  |
| 17.                  | Édouard Roger-Vasselin (FRA) | 3780                 | 23                   | 17.                  | 7.                   | 22.                  | ▬                    |
| 18.                  | Marcel Granollers (ESP)      | 3665                 | 22                   | 39.                  | 18.                  | 42.                  | ▲ 21                 |
| 19.                  | Horia Tecău (ROU)            | 3650                 | 21                   | 2.                   | 2.                   | 19.                  | ▼ 17                 |
| 20                   | Vasek Pospisil (CAN)         | 3590                 | 16                   | 21.                  | 12.                  | 23.                  | ▲ 1                  |

#### Světové jedničky ve čtyřhře
| Hráč                 | Datum nástupu       | Datum odchodu     |
| -------------------- | ------------------- | ----------------- |
| Nicolas Mahut (FRA)  | začátek sezóny 2017 | 2. dubna 2017     |
| Henri Kontinen (FIN) | 3. dubna 2017       | 16. července 2017 |
| Marcelo Melo (BRA)   | 17. července 2017   | 20. srpna 2017    |
| Henri Kontinen (FIN) | 21. srpna 2017      | 5. listopadu 2017 |
| Marcelo Melo (BRA)   | 6. listopadu 2017   | konec sezóny 2017 |

## Výdělek hráčů
| Nejvyšší výdělky tenistů v sezóně                            | Nejvyšší výdělky tenistů v sezóně | Nejvyšší výdělky tenistů v sezóně | Nejvyšší výdělky tenistů v sezóně | Nejvyšší výdělky tenistů v sezóně | Nejvyšší výdělky tenistů v sezóně |
| Poř.                                                         | hráč                              | ve dvouhře                        | ve čtyřhře                        | celkem                            |                                   |
| ------------------------------------------------------------ | --------------------------------- | --------------------------------- | --------------------------------- | --------------------------------- | --------------------------------- |
| 1.                                                           | Rafael Nadal                      | 15 851 340 $                      | 12 660 $                          | 15 864 000 $                      |                                   |
| 2.                                                           | Roger Federer                     | 13 054 856 $                      | 0 $                               | 13 054 856 $                      |                                   |
| 3.                                                           | Grigor Dimitrov                   | 6 575 244 $                       | 33 266 $                          | 6 608 510 $                       |                                   |
| 4.                                                           | Alexander Zverev                  | 5 006 313 $                       | 102 685 $                         | 5 108 998 $                       |                                   |
| 5.                                                           | Dominic Thiem                     | 4 283 907 $                       | 61 719 $                          | 4 345 626 $                       |                                   |
| 6.                                                           | Marin Čilić                       | 4 004 923 $                       | 58 815 $                          | 4 063 738 $                       |                                   |
| 7.                                                           | David Goffin                      | 3 890 613 $                       | 14 063 $                          | 3 904 676 $                       |                                   |
| 8.                                                           | Jack Sock                         | 3 149 419 $                       | 257 154                           | 3 406 573 $                       |                                   |
| 9.                                                           | Stan Wawrinka                     | 3 083 829 $                       | 16 683 $                          | 3 100 512 $                       |                                   |
| 10.                                                          | Pablo Carreño Busta               | 2 843 305 $                       | 166 054 $                         | 3 009 359 $                       |                                   |
| částky v amerických dolarech; aktualizováno 4. prosince 2017 |                                   |                                   |                                   |                                   |                                   |

## Nejlepší zápasy podle ATPWorldTour.com

### Nejlepších 5 zápasů na Grand Slamu
|    | Turnaj          | kolo       | povrch | vítěz                 | poražený        | výsledek                          |
| -- | --------------- | ---------- | ------ | --------------------- | --------------- | --------------------------------- |
| 1. | Australian Open | finále     | tvrdý  | Roger Federer         | Rafael Nadal    | 6–4, 3–6, 6–1, 3–6, 6–3           |
| 2. | US Open         | 4. kolo    | tvrdý  | Juan Martín del Potro | Dominic Thiem   | 1–6, 2–6, 6–1, 7–6(7–1), 6–4      |
| 3. | Australian Open | semifinále | tvrdý  | Rafael Nadal          | Grigor Dimitrov | 6–3, 5–7, 7–6(7–5), 6–7(4–7), 6–4 |
| 4. | Wimbledon       | 4. kolo    | tráva  | Gilles Müller         | Rafael Nadal    | 6–3, 6–4, 3–6, 4–6, 15–13         |
| 5. | French Open     | semifinále | antuka | Stan Wawrinka         | Andy Murray     | 6–7(6–8), 6–3, 5–7, 7–6(7–3), 6–1 |

### Nejlepších 5 zápasů na ATP World Tour
|    | Turnaj   | kolo       | povrch | vítěz          | poražený        | výsledek                       |
| -- | -------- | ---------- | ------ | -------------- | --------------- | ------------------------------ |
| 1. | Miami    | semifinále | tvrdý  | Roger Federer  | Nick Kyrgios    | 7–6(11–9), 6–7(9–11), 7–6(7–5) |
| 2. | Madrid   | 3. kolo    | antuka | Dominic Thiem  | Grigor Dimitrov | 4–6, 6–4, 7–6(11–9)            |
| 3. | Montréal | 2. kolo    | tvrdý  | Gaël Monfils   | Kei Nišikori    | 6–7(4–7), 7–5, 7–6(8–6)        |
| 4. | Dauhá    | finále     | tvrdý  | Novak Djoković | Andy Murray     | 6–3, 5–7, 6–4                  |
| 5. | Peking   | 1. kolo    | tvrdý  | Rafael Nadal   | Lucas Pouille   | 4–6, 7–6(8–6), 7–5             |

## Ukončení kariéry
Seznam uvádí tenisty (vítěze turnaje ATP, a/nebo ty, kteří byli klasifikováni alespoň jeden týden v Top 100 dvouhry a/nebo Top 100 čtyřhry žebříčku ATP), jež ohlásili ukončení profesionální kariéry, neodehráli za více než 52 uplynulých týdnů žádný turnaj, nebo jim byl uložen stálý zákaz hraní, a to v sezóně 2017:
- Martín Alund (* 26. prosince 1985 Mendoza, Argentina), profesionál od 2004, na singlovém žebříčku ATP nejvýše figuroval na 84. místě v roce 2013. Převážně hrál nižší okruhy ATP Challenger Tour a ITF Men's Circuit; kariéru ukončil v lednu 2017 po ročním protrahovaném zranění.[14].
- Benjamin Becker (* 26. června 1981 Merzig, Německo), profesionál od 2005, na singlovém žebříčku ATP nejvýše figuroval na 35. místě v roce 2014, vítěz jednoho turnaje ATP Tour; ukončení kariéry oznámil po vyřazení z kvalifikace Wimbledonu 2017.[15]
- Somdev Devvarman (* 13. února 1985 Agartala, Indie), profesionál od 2008, na singlovém žebříčku ATP nejvýše figuroval na 62. místě v roce 2011; dvojnásobný finalista turnajů ATP, zlatý medailista z dvouher Her Commonwealthu 2010 a Asijských her 2010; kariéru ukončil v lednu 2017 po roční neaktivitě.[16].
- Colin Fleming (* 13. srpna 1984 Broxburn, Spojené království), profesionál od 2003, na deblovém žebříčku ATP nejvýše figuroval na 17. místě v roce 2013; oznámení o konci kariéry zveřejnil 16. ledna 2017.[17]
- Mariusz Fyrstenberg (* 13. července 1980 Varšava, Polsko), profesionál od 2001, na deblovém žebříčku ATP nejvýše figuroval na 6. místě v roce 2012; vítěz osmnácti turnajů ATP ve čtyřhře, s krajanem Matkowskim poražený finalista US Open 2011 a Turnaje mistrů 2011. Ukončení kariéry oznámil po skončení zářijového Pekao Szczecin Open 2017.[18]
- Marco Chiudinelli (* 10. září 1981 Basilej, Švýcarsko), profesionál od 2000, na singlovém žebříčku ATP nejvýše figuroval na 52. místě, vítěz čtyřhry na Allianz Suisse Open Gstaad 2009 s Michaelem Lammerem a Davis Cupu 2014. Ukončení kariéry oznámil po skončení říjnového Swiss Indoors, na němž si v roce 2009 zahrála semifinále dvouhry.[19]
- Paul-Henri Mathieu (* 12. ledna 1982 Štrasburk, Francie), profesionál od 1999, na singlovém žebříčku ATP nejvýše figuroval na 12. místě. V roce 2002 vyhrál první dva singlové turnaje ATP Tour ve dvou týdnech za sebou. Do konce kariéry získal čtyři tituly ve dvouhře. Ukončení kariéry oznámil po dohrání kvalifikace na listopadovém Rolex Paris Masters.[20]
- Juan Mónaco (* 29. března 1984 Tandil, Argentina), profesionál od 2002, na singlovém žebříčku ATP nejvýše figuroval na 10. místě v roce 2012, vítěz devíti turnajů ATP Tour a Davis Cupu 2016. Ukončení kariéry oznámil v květnu.[21]
- Albert Montañés (* 26. listopadu 1980 Sant Carles de la Ràpita, Španělsko), profesionál od 1999, na singlovém žebříčku ATP nejvýše figuroval na 22. místě v roce 2010, vítěz šesti turnajů ATP 250. Avizoval, že Barcelona Open by měl být jeho posledním turnajem.[22]
- Radek Štěpánek (* 27. listopadu 1978 Karviná, Československo), profesionál od 1996, na singlovém žebříčku ATP nejvýše figuroval na 8. místě a na deblovém pak na 4. místě. Během aktivní dráhy vyhrál pět turnajů ve dvouhře a osmnáct ve čtyřhře, včetně grandslamů Australian Open 2012 a US Open 2013 po boku Leandra Paese. Na Riodejaneirské olympiádě 2016 vybojoval s Lucií Hradeckou bronzovou medaili ze smíšené čtyřhry. V českém týmu získal salátovou mísu pro vítěze Davis Cupu 2012 a 2013. Ukončení kariéry pro dlouhodobé zdravotní problémy oznámil v listopadu 2017.[23]
- Grega Žemlja (* 29. září 1986 Kranj, Jugoslávie), profesionál od 2009, na singlovém žebříčku ATP nejvýše figuroval na 43. místě v roce 2013, finalista dvouhry na Erste Bank Open 2012. Ukončení kariéry oznámil na turnaji Tilia Slovenia Open 2017, který se měl stát jeho záverečnou akcí..[24]

## Návraty
Návraty významných tenistů:
- Juan Carlos Ferrero (* 12. února 1980 Ontinyent, Španělsko), profesionál od 1999, na singlovém žebříčku ATP se v roce 2003 stal světovou jedničkou, vítěz French Open 2003. Kariéru ukončil v sezóně 2012; vrátil se do čtyřhry Barcelona Open v páru s Pablem Carreñem Bustou.[25]
- Nicolás Lapentti (* 13. srpna 1976 Guayaquil, Ekvádor), profesionál od 1995, na singlovém žebříčku ATP nejvýše figuroval na 6. místě v roce 1999. Kariéru ukončil již v sezóně 2011. Na okruh se vrátil jediným únorovým turnajem, čtyřhrou Ecuador Open Quito, aby odehrál s bratrem Giovannim Lapenttim jeho závěrečnou profesionální akci kariéry.[26]

## Rozpis bodů
| ATP World Tour 2017                                                                                          | ATP World Tour 2017   | ATP World Tour 2017  | ATP World Tour 2017 | ATP World Tour 2017                                                                         | ATP World Tour 2017                                                                         | ATP World Tour 2017                                                                         | ATP World Tour 2017                                                                         | ATP World Tour 2017                                                                         | ATP World Tour 2017                                                                         | ATP World Tour 2017                                                                         | ATP World Tour 2017                                                                         | ATP World Tour 2017                                                                         | ATP World Tour 2017 | ATP World Tour 2017 |
| ↓kategorie / fáze→                                                                                           | vítězové              | finalisté            | semifinalisté       | čtvrtfinalisté                                                                              | 16 v kole                                                                                   | 32 v kole                                                                                   | 64 v kole                                                                                   | 128 v kole                                                                                  | QV                                                                                          | Q3                                                                                          | Q2                                                                                          | Q1                                                                                          |                     |                     |
| --- | --------------------- | -------------------- | ------------------- | ------------------------------------------------------------------------------------------- | ------------------------------------------------------------------------------------------- | ------------------------------------------------------------------------------------------- | ------------------------------------------------------------------------------------------- | ------------------------------------------------------------------------------------------- | ------------------------------------------------------------------------------------------- | ------------------------------------------------------------------------------------------- | ------------------------------------------------------------------------------------------- | ------------------------------------------------------------------------------------------- | ------------------- | ------------------- |
| Grand Slam (128S)                                                                                            | 2000                  | 1200                 | 720                 | 360                                                                                         | 180                                                                                         | 90                                                                                          | 45                                                                                          | 10                                                                                          | 25                                                                                          | 16                                                                                          | 8                                                                                           | 0                                                                                           |                     |                     |
| Grand Slam (64D)                                                                                             | 2000                  | 1200                 | 720                 | 360                                                                                         | 180                                                                                         | 90                                                                                          | 0                                                                                           | –                                                                                           | 25                                                                                          | –                                                                                           | 0                                                                                           | 0                                                                                           |                     |                     |
| ATP Finals (8S/8D)                                                                                           | 1500 (max) 1100 (min) | 1000 (max) 600 (min) | 600 (max) 200 (min) | 200 za každou výhru v základní skupině, +400 za výhru v semifinále, +500 za výhru ve finále | 200 za každou výhru v základní skupině, +400 za výhru v semifinále, +500 za výhru ve finále | 200 za každou výhru v základní skupině, +400 za výhru v semifinále, +500 za výhru ve finále | 200 za každou výhru v základní skupině, +400 za výhru v semifinále, +500 za výhru ve finále | 200 za každou výhru v základní skupině, +400 za výhru v semifinále, +500 za výhru ve finále | 200 za každou výhru v základní skupině, +400 za výhru v semifinále, +500 za výhru ve finále | 200 za každou výhru v základní skupině, +400 za výhru v semifinále, +500 za výhru ve finále | 200 za každou výhru v základní skupině, +400 za výhru v semifinále, +500 za výhru ve finále | 200 za každou výhru v základní skupině, +400 za výhru v semifinále, +500 za výhru ve finále |                     |                     |
| ATP World Tour Masters 1000 (96S)                                                                            | 1000                  | 600                  | 360                 | 180                                                                                         | 90                                                                                          | 45                                                                                          | 25                                                                                          | 10                                                                                          | 16                                                                                          | –                                                                                           | 8                                                                                           | 0                                                                                           |                     |                     |
| ATP World Tour Masters 1000 (56S/48S)                                                                        | 1000                  | 600                  | 360                 | 180                                                                                         | 90                                                                                          | 45                                                                                          | 10                                                                                          | –                                                                                           | 25                                                                                          | –                                                                                           | 16                                                                                          | 0                                                                                           |                     |                     |
| ATP World Tour Masters 1000 (32D/24D)                                                                        | 1000                  | 600                  | 360                 | 180                                                                                         | 90                                                                                          | 0                                                                                           | –                                                                                           | –                                                                                           | –                                                                                           | –                                                                                           | –                                                                                           | –                                                                                           |                     |                     |
| ATP World Tour 500 (48S)                                                                                     | 500                   | 300                  | 180                 | 90                                                                                          | 45                                                                                          | 20                                                                                          | 0                                                                                           | –                                                                                           | 10                                                                                          | –                                                                                           | 4                                                                                           | 0                                                                                           |                     |                     |
| ATP World Tour 500 (32S)                                                                                     | 500                   | 300                  | 180                 | 90                                                                                          | 45                                                                                          | 0                                                                                           | –                                                                                           | –                                                                                           | 20                                                                                          | –                                                                                           | 10                                                                                          | 0                                                                                           |                     |                     |
| ATP World Tour 500 (16D)                                                                                     | 500                   | 300                  | 180                 | 90                                                                                          | 0                                                                                           | –                                                                                           | –                                                                                           | –                                                                                           | 20                                                                                          | –                                                                                           | 0                                                                                           | 0                                                                                           |                     |                     |
| ATP World Tour 250 (56S/48S)                                                                                 | 250                   | 150                  | 90                  | 45                                                                                          | 20                                                                                          | 10                                                                                          | 0                                                                                           | –                                                                                           | 5                                                                                           | 3                                                                                           | 0                                                                                           | 0                                                                                           |                     |                     |
| ATP World Tour 250 (32S/28S)                                                                                 | 250                   | 150                  | 90                  | 45                                                                                          | 20                                                                                          | 0                                                                                           | –                                                                                           | –                                                                                           | 12                                                                                          | 6                                                                                           | 0                                                                                           | 0                                                                                           |                     |                     |
| ATP World Tour 250 (24D)                                                                                     | 250                   | 150                  | 90                  | 45                                                                                          | 20                                                                                          | 0                                                                                           | –                                                                                           | –                                                                                           | –                                                                                           | –                                                                                           | –                                                                                           | –                                                                                           |                     |                     |
| ATP World Tour 250 (16D)                                                                                     | 250                   | 150                  | 90                  | 45                                                                                          | 0                                                                                           | –                                                                                           | –                                                                                           | –                                                                                           | –                                                                                           | –                                                                                           | –                                                                                           | –                                                                                           |                     |                     |
| QV – vítěz kvalifikace, Q1–3 – 1. až 3. kolo kvalifikace, (xS/D) – „x“ počet hráčů dvouhry/čtyřhry v soutěži |                       |                      |                     |                                                                                             |                                                                                             |                                                                                             |                                                                                             |                                                                                             |                                                                                             |                                                                                             |                                                                                             |                                                                                             |                     |                     |